# Premislau II
Premislau II –Przemysł en polonès, també escrit en llatí Premyslas, Premislaus o menys correctament Przemysław– (14 d'octubre del 1257 - 8 de febrer del 1296), fou Duc de Poznań (1257-1279), de la Gran Polònia (1279-1296), de Cracòvia (1290-1291), i (Pomerània Oriental) de 1294-1296, i a partir de llavors Rei de Polònia des del 1295 fins a la seva mort. Després d'un període llarg de grans ducs polonesos i dos reis nominals, fou el primer en obtenir el títol hereditari de rei, fent retornar així Polònia a la categoria de regne. Era membre de la branca de la Gran Polònia de la casa de Piast com a fill únic del Duc Premislau I i la princesa de silesiana Elisabet, nascut pòstumament; per aquesta raó fou dut a la cort del seu oncle Boleslau el Pietós i va rebre el govern d'un districte propi, el Ducat de Poznań el 1273. Sis anys més tard, després de la mort del seu oncle, també obtingué el Ducat de Kalisz.
Durant el primer període del seu govern Premislau només s'implicà en afers regionals, primer col·laborant estretament i després competint amb el Duc de Breslau, Enric IV. Aquesta política va causar la rebel·lió del prominent família Zaremba i la pèrdua provisional de Wieluń. Conjuntament amb l'Arquebisbe de Gniezno, Jakub Świnka, perseguí la unificació del principats de la dinastia Piast. Inesperadament, el 1290, sota la voluntat d'Enric el Just, va dirigir el Ducat de Cracòvia i amb aquest el títol de Gran Duc de Polònia; tanmateix, no rebé el suficient suport de la noblesa local (que donaren suport un altre membre del dinastia Piast, Ladislau I de Polònia) i fet front a amb les amenaces creixents de rei de Bohèmia Venceslau II, Premislau II finalment decidit per retrocedir de Petita Polònia, el qual era llavors sota domini de la dinastia Premíslida. El 1293, gràcies a la mediació de l'Arquebisbe Jakub Świnka, forjà una estreta aliança amb els prínceps Kuyavis Władysław I i Casimir II de Łęczyca. Aquesta aliança era anti-bohèmia, i el pretenia recuperar Cracòvia, llavors en les mans de rei Venceslau II.
Després de la mort de Duc Mestwin II el 1294, i segons el Tractat de Kępno signat el 1282, Premislau va heretar Pomerèlia. Això va enfortir la seva posició i permeté la seva coronació com a Rei de Polònia. La cerimònia fou duta a terme el 26 de juny de 1295 a Gniezno, i fou oficiada pel seu Arquebisbe aliat Jakub Świnka. Només nou mesos després, el 8 de febrer de 1296, Premislau II va ser assassinat durant un intent de segrest fallit fet per part d'homes del marcgravi de Brandenburg, amb alguna ajuda de les famílies nobles poloneses de Nałęcz i Zaremba.

## Naixement, nom i renom
Premislau va néixer el 14 d'octubre de 1257 a Poznań essent el cinquè fill i únic fill mascle del Duc de la Gran Polònia Premislau I i la seva muller Elisabet, filla del Duc de Silèsia Enric el Pietós. Se sap que va néixer al matí, perquè segons la Crònica de la Gran Polònia, quan la duquessa Elisabet parí un fill, els vicaris i canonges de la ciutat cantaven les oracions matutines. A la notícia del naixement, el clergat local cantà el Te Deum laudamus. Poc després del seu naixement, el príncep va ser batejat pel Bisbe de Poznań, Bogufał III.
Segons la Crònica de la Gran Polònia (Kronika wielkopolska) Premislau rebé el nom del seu pare, que havia mort quatre mesos abans del seu naixement, el 4 de juny de 1257. La forma del nom als dies dels seus coetanis certament sonaria com Przemysł o possiblement Przemyśl. Tanmateix, ja que la paraula "Przemysł" (en català "indústria") significa producció d'un bé o servei en una economia, és raonable considerar que el seu nom podria ser una forma vàlida de Przemysław, especialment ja que aquesta versió és indubtablement més medieval (ocorre a principis del segle XIV). Un altre nom amb què s'anomenava el Duc de la Gran Polònia, seguint les indicacions del Rocznik Kołbacki, és Pere (Piotr en polonès), però Oswald Balzer ho considera una equivocació òbvia. L'únic historiador que va reconèixer el nom Peter com autèntic fou K. Górski.
Cap font sobre governants contemporanis proporciona informació sobre un renom. Només a les fonts vinculades a l'Orde Teutònic de 1335 li atribueixen el renom Kynast. En la historiografia actual rep de vegades el renom de Pòstum (Pogrobowiecc en polonès), però aquest no ha estat àmpliament acceptat.

## Sota la tutela del seu oncle Boleslau el Pietós (1257-73)

### Infantesa
Al moment del seu naixement Premislau fou el governant nominal del Ducat de Poznań. La tutela del Ducat, probablement juntament amb la seva mare Elisabet, fou ostentada pel seu d'oncle el Duc Boleslau el Pietós i la seva muller, la princesa hongaresa Jolenta (Violant de Polònia). Hi ha molt poca informació sobre l'educació rebuda per Premislau. Les fonts diplomàtiques han retingut només els noms de dos dels seus mestres: Dragomir i Przybysław. S'assumeix (tot i que sense qualsevol evidència directa) que el príncep fou instruït com a mínim per a escriure i parlar el llatí.

### Guerra amb Brandenburg

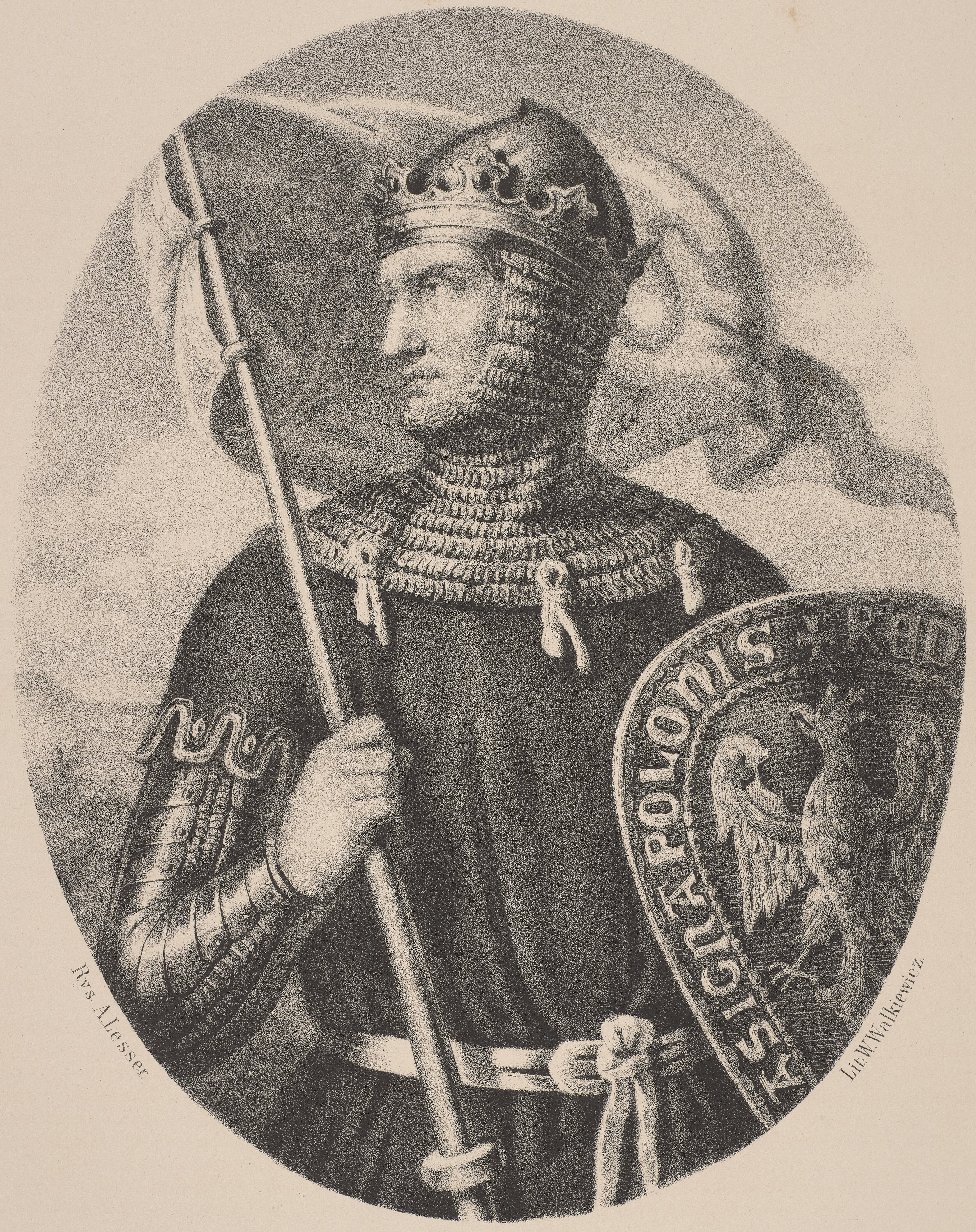
Premislau II imaginat per Aleksander Menor

El següent esment de Premislau fou el 1272 quan el seu oncle el Duc Boleslau el Pietós el feu comandant nominal d'una expedició armada contra Brandenburg. Els veritables comandants de l'expedició eren el Voivoda de Poznań, Przedpełk i el castellà de Kalisz, Janko. L'expedició s'inicià el 27 de maig; a més del propòsit específic per adquirir i destruir la fortalesa de nova construcció a Strzelce Krajeńskie (o, en cas de resultar impossible, com a mínim la desolació de Neumark). El jove príncep fou enviat a rebre formació en l'art de guerra. El projecte, tal com es detalla a la Crònica de la Gran Polònia, fou un gran èxit. La ciutat de Strzelce Krajeńskie fou derrotada i capturada per l'exèrcit de la Gran Polònia després d'una batalla curta, però extremadament feroç. Segons la Crònica quan Premislau obtingué el domini de la fortalesa, ordenà la matança dels defensors, i només uns quants aconseguien salvar la vida del príncep dels ciutadans enfurits.
Poc després d'acabada l'expedició i amb el retorn de la majoria de les seves forces, Premislau va rebre un missatge confidencial que la fortalesa de Drezdenko només estava protegida per uns pocs cavallers alemanys. El jove príncep, malgrat que només tenia una part de les seves forces, va decidir fer un atac ràpid. Això agafà desprevinguts als defensors de la plaça que tement el mateix destí dels soldats de Strzelce Krajeńskie, van decidir rendir la fortalesa a canvi d'un perdó ple. Després d'això Premislau prengué la fortalesa en nom del seu oncle retornant triomfalment a casa.
El mateix any Premislau feu la seva primera aliança amb Mestwin II, Duc de Pomerèlia. Al principi un aliat del marcgravi de Brandenburg, Mestwin II expulsà el seu germà i oncles de Pomerània esdevenient l'únic governant el 1271, però poc després fou derrotat i fins i tot empresonat per ells; això el forçà a cedir la província de Gdańsk al marcgravi Conrad de Brandenburg a canvi d'ajut contra els seus enemics. Malgrat Mestwin II retingué la sobirania feudal sobre el territori, el marcgraviat de Brandenburg encara ocupava els principals castells i fortaleses de la ciutat fins i tot després de la restauració de Mestwin II al tron ducal. Sabent que les seves forces eren massa dèbils contra Brandenburg, el duc de Pomerània va decidir llavors aliar-se amb els governants de la Gran Polònia, Boleslau el Pietós (qui probablement era el seu cosí germà) i Premislau II. L'aliança entre la Gran Polònia i Pomerània l'aliança va acabar recuperant les fortaleses a Gdańsk i l'expulsió completa de les forces de Brandenburg de Pomerània. Tot i que poc després que Mestwin II decidí fer les paus amb el marcgraviat, l'aliança amb la Gran Polònia signada el 1272 restà vigent. L'amenaça contínua de Brandenburg i la incertesa de l'aliança amb Mestwin II, va causar que Boleslau el Pietós comencès a buscar nous aliats en cas de guerra. Amb aquest propòsit Boleslau decidí buscar un acord amb el Duc de Pomerània Barnim I.

### Matrimoni amb Lutgarda de Mecklenburg
Com a part de la nova aliança amb Pomerània el matrimoni va ser arranjat entre Premislau II i la neta de Barnim, Lutgarda, filla d'Enric I el Pelegrí, Senyor de Mecklenburg i Anastàsia de Pomerània. Aparentment, el príncep jove va ser complagut amb la seva núvia jove, tal com consta a la Crònica de la Gran Polònia:
"I quan la veié, li va agradar la seva persona. I allà al país del dit Duc Barnim, a la ciutat de Szczecin, la prengué com a muller. I això passà al seu setzè any de vida (1273)."
Després del casament la parella se separà breument. Premislau anà a la Gran Polònia, on juntament amb el seu oncle va preparar la cerimonial arribada de la seva muller a Poznań. Finalment, juntament amb el seu oncle, la seva tia Jolenta, el Bisbe de Poznań Mikołaj I i altres dignataris de la Gran Polònia el príncep va anar a la frontera de Drezdenko, on solemnement dugué Lutgarda a la seva nova llar. L'aliança entre la Gran Polònia i Pomerània es dirigí contra Brandenburg i el 1274, desembocant en més d'una expedició de represàlia contra la Gran Polònia; presos per sorpresa, els prínceps intentaren que no hi hagués obstacles importants per a fer arribar l'exèrcit de Brandenburg cap a Poznań, cremant la fortalesa principal de la ciutat. Només després d'això la cavalleria de la Gran Polònia estigué prou organitzada i fou capaç d'expulsar els invasors.

## Duc independent de Poznań (1273-79)

### Rebel·lió contra el seu oncle
El 1273 Premislau esdevenia duc independent de Poznań. Les circumstàncies al voltant d'aquest esdeveniment no estan del tot aclarides. Basant-se en una única font, un document datat l'1 d'octubre del 1273, Premislau II va començar per utilitzar el títol de "dux Poloniae" (Duc de [la Gran] Polònia). Un document signat el 25 d'agost del 1289, anota que el governant de la Gran Polònia va donar els pobles de Węgielnice i Łagiewnice a l'alcalde de Gniezno, Piotr Winiarczyk, en agraïment per ajudar-lo a fugir de la fortalesa de Gniezno (tanmateix, no s'esmenta quan fou aquest incident al document). A la llum de la historiografia moderna els esdeveniments que precedeixen la redacció d'aquest document podria ser de la manera següent: Premislau disgustat per la prolongada tutela del seu oncle, i amb el suport d'alguns poderosos magnats de la Gran Polònia decidí, malgrat totes les conseqüències, afirmar els seus drets sobre Poznań. No és clar si en aquesta etapa hi hagué gaires incidents armats; en qualsevol cas les demandes de Premislau esdevingueren tan insistents que conduïren al seu empresonament al Castell de Gniezno. Pot assumir-se que no era una presó en el sentit estricte de la paraula, en qualsevol cas una mena d'arrest domiciliari, durant el qual Premislau fou vigilat amb poc rigor, ja que el príncep fou capaç de fugir del castell sense ajuda exterior. En un document enviat a Piotr Winiarczyk, l'escriptor va utilitzar la frase "qui de nocte consurgens", el qual dona suport a la suposició que el porter estava adormit i fou sorprès per l'arribada del príncep. En qualsevol cas, la causa real d'aquesta concessió de terres donada per Premislau a Winiarczyk aparentment no és segura, i probablement només li facilità equip i suficients mitjans per a escapar.

### Aliança amb Enric el Just
Després de fugir de Gniezno, Premislau probablement va anar a la Baixa Silèsia sota la cura d'Enric el Just, Duc de Breslau. Aquesta ajuda es posà de relleu pel tancament d'una aliança (de data desconeguda) dirigida contra "qualsevol home i príncep polonès" a excepció del Duc Władysław d'Opole i el rei de Bohèmia Ottokar II. Una aliança entre Premislau II i Enric IV situà Boleslau el Pietós en una situació molt incòmoda, ja que formava part de la coalició pro-hongaresa de prínceps polonesos (conjuntament amb Boleslau V el Cast, Leszek II el Negre i Conrad II de Masòvia) no podia quedar indiferent a aquesta cooperació propera amb el Duc de Breslau, el qual era el dirigent de la coalició pro-bohèmia (a la qual també pertanyien altres prínceps). Aquesta aliança probablement va forçar Boleslau el Pietós a reconsiderar el seu tractament del seu nebot i finalment li va concedir el Ducat de Poznań el 1273. Premislau II, a canvi, no només interrompé un temps la seva cooperació amb el Duc de Breslau, però decidí donar suport al seu oncle en l'expedició contra Władysław d'Opole (aliat del rei Ottokar II i Enric IV), en represàlia pels intents del governant d'Opole per a derrocar el govern de Boleslau V el Cast a la Petita Polònia durant la primera meitat de 1273. Així, de forma força probable, podria haver conclòs en aquell moment el conflicte entre Premislau II i el seu oncle.
Hi ha molt poca informació sobre el regnat de Premislau II a Poznań. Del període 1273-79, només es coneixen quatre documents emesos pel príncep, incloent dos signats conjuntament amb el seu oncle Boleslau el Pietós.

### Segrest d'Enric IV per Boleslau II Rogatka. Batalla de Stolec

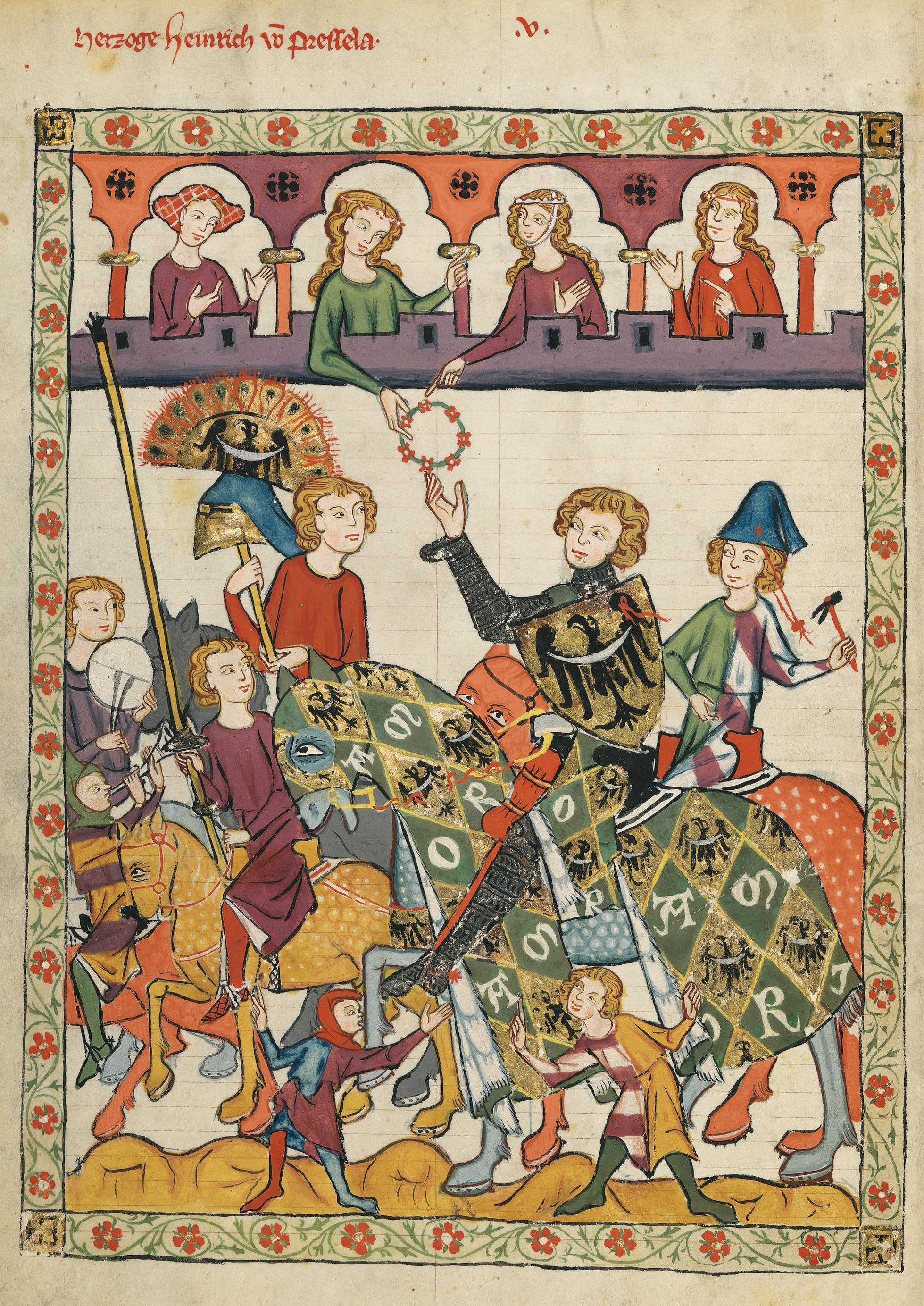
Enric el Just, Duc de Breslau. Còdex Manesse, ca. 1305

La política estrangera de Premislau durant aquest període és més coneguda. Les seves relacions amistoses amb Enric IV pervisqueren, malgrat la interrupció momentània, fins i tot després del 1273. Aquesta aliança va ser mantinguda sense canvis significatius, i només arran dels esdeveniments ocorreguts el 18 de febrer de 1277 a la ciutat de Jelcz prop de Breslau, el Duc de Poznań fou forçat a posicionar-se expressament al costat del governant de Breslau, el seu cosí. Enric IV va ser segrestat i empresonat al Castell de Legnica pel seu oncle, el Duc Boleslau II Rogatka. El pretext donat pel Duc de Legnica per dur-lo a terme foren les demandes del Duc de Breslau sobre un terç dels seus dominis, el qual, segons ell, era part de la seva herència del seu pare Enric el Blanc (mort el 1266) i el seu oncle Władysław (mort el 1270). Boleslau II usà en favor seu la debilitat política del rei Otakar II de Bohèmia, guardià d'Enric IV, qui el setembre 1276 fou forçat a sotmetre's al rei d'Alemanya Rodolf I.
Premislau II, fidel als seus anteriors acords amb Enric IV, va decidir encapçalar dels cavallers de Poznań, Breslau (generalment lleials al seu governant) i Głogów (comandat pel seu Duc Enric III) i marxaren a Legnica per tal d'obtenir la llibertat d'Enric IV. L'exèrcit de Legnica era comandat per Boleslau II i el fill gran d'Enric V el Gras. La batalla ocorreguda el 24 d'abril del 1277 al poble de Stolec prop de Ząbkowice Śląskie, i, segons la historiografia moderna, fou extremadament sagnant i durà gairebé tot el dia. Al principi semblava que la coalició Poznań-Głogów-Breslau obtindria una victòria completa. La situació es tornà encara més favorable quan Boleslau II fugí del camp de batalla. Tanmateix, el seu fill Enric V decidit a quedar fins al final, i en aquesta situació desesperada va animar els seus cavallers a la lluita, obtenint finalment la victòria; per completar l'èxit, fins i tot Premislau II i Enric III foren capturats. Tanmateix, segons la crònica de Jan Długosz, pels ducs de Legnica aquesta fou una victòria pírrica, de llavors ençà "va morir en aquesta batalla tan gran quantitat de gent que els cavallers de Legnica, tot i que els vencedors, van poder burlar-se dels vençuts, perquè la sagnia pagà la victòria". L'empresonament del Duc de Poznań, si es que va ocórrer, fou breu. L'argument contra aquest va ser anotat en el fet que no hi ha cap registre de Premislau II havent de pagar pel seu alliberament.
En qualsevol cas el 5 de juliol del 1277 Premislau II era a Lubin. L'alliberament d'Enric IV es produí uns dies més tard, el 22 de juliol, després de la rendició a Boleslau II d'un cinquè del seu Ducat, amb la ciutat de Środa Śląska al capdavant. Boleslau el Pietós fou contrari a la participació del seu nebot en aquest conflicte; ell no només rebutjà donar-li suport militar sinó també envair les fronteres del Ducat de Breslau, fent reclamacions financeres. A més, va donar en matrimoni la seva filla Elisabet a Enric V el Gras.
Una raó més per un final ràpid d'aquest conflicte entre els prínceps silesians fou la intervenció personal del rei de Bohèmia Ottokar II, qui preparant la seva contesa final amb el rei alemany Rodolf I d'Habsburg necessitava apaivagar la situació a Polònia.

### Cooperació amb el rei de Bohèmia Ottokar II
El setembre del 1277 el rei Ottokar II dugué a terme a la ciutat fronterera d'Opava una reunió de prínceps polonesos. Les fonts no especifiquen la data exacta o els participants. Els historiadors especulen que podrien ser: Enric IV, Boleslau V el Cast, Leszek II el Negre, Władysław d'Opole amb els seus fills, Enric III de Głogów i Premislau II. Durant la reunió es prengueren diverses decisions polítiques, entre elles la planificació d'accions militars contra Alemanya.
La batalla decisiva entre Ottokar II i Rodolf ocorregué el 25 d'agost del 1278 a la batalla de Marchfeld. Se suposa que fins a un terç de l'exèrcit txec era format per tropes poloneses. Premislau II estigué entre ells perquè llavors estava a Ląd. Malgrat algunes especulacions això no significa que no enviés tropes al Rei bohemi tal com fou planejat.

### Congrés de Ląd

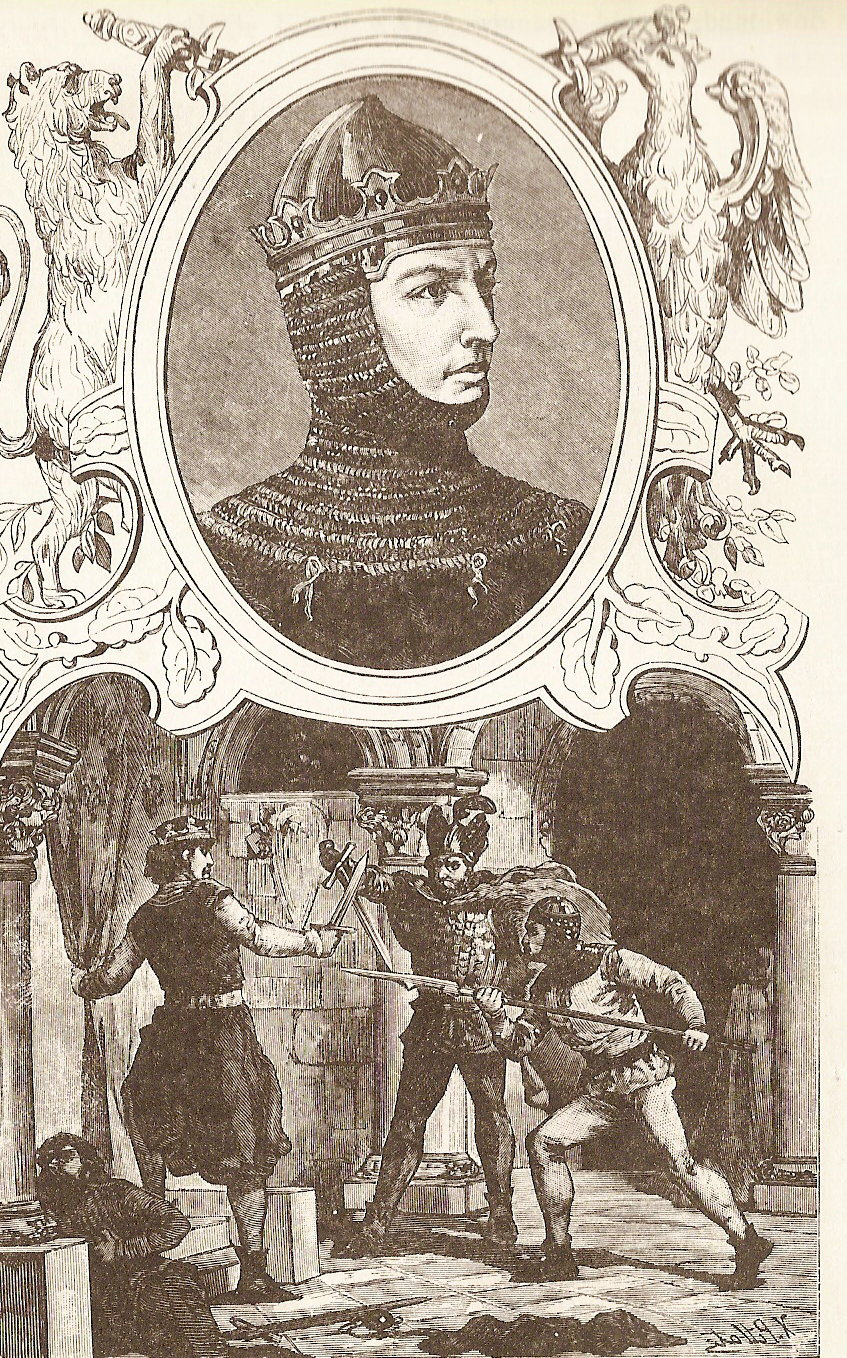
Representació moderna de Premislau II d'un llibre històric per Józef Ignacy Kraszewski, 1888

La diferència aparent d'interessos entre Premislau II i el seu oncle Boleslau el Pietós en els afers txecs i silesians, no va destorbar les seves bones relacions. Evidència d'aquestes fou la signatura conjunta de documents, com 6 el gener del 1278.
Una altra prova de la cooperació propera entre oncle i nebot als últims anys de vida de Boleslau el Pietós en els esdeveniments ocorreguts a mitjans del 1278 (probablement l'agost): Boleslau, aprofitant la feblesa del marcgraviat de Brandenburg durant la lluita entre Ottokar II i Rodolf I, en només vuit dies van atacar Neumark i avançaren fins a Myślibórz, on les seves tropes derrotaren el marcgravi Otto V el Llarg.
Premislau II no va participar en aquesta expedició (com a mínim directament, segons Jan Długosz), perquè en aquell moment era a Ląd, d'acord amb un document datat el 24 d'agost del 1278. Certament, per ordre del seu oncle, Premislau actuà com a mediador en la disputa entre els ducs Leszek II i Ziemomysł d'Inowrocław i els seus afers.
Premislau II fou capaç d'acabar definitivament la disputa entre Leszek i Ziemomysł amb la seva noblesa local. El Duc d'Inowrocław va haver d'acceptar dues condicions: en primer lloc, a la seva cort totes les famílies nobles serien tolerades i respectades, i en segon lloc, havia de distanciar-se dels seus consellers alemanys. A més Ziemomysł també acceptà la rendició de les ciutats de Kruszwica i Radziejów a Boleslau el Pietós i Wyszogród al Duc de Pomerèlia Mestwin II. Les relacions amistoses entre Premislau II i els ducs de Kuyavia foren duradores i sobrevisqueren fins al final del seu regnat. L'expedició contra Brandenburg el 1278 fou l'últim esdeveniment important a la vida de Boleslau el Pietós. "Maximus trumphator de Teutonicis" (màxim triomfador alemanys), va morir el 13 o el 14 d'abril del 1279 aKalisz. Sense hereus mascles, poc abans de la seva mort instituí el seu nebot com el seu hereu únic i legítim i l'instà a tenir cura de la seva muller Jolenta-Helena i les seves filles, Hedwig i Anna.

## Duc de la Gran Polònia (1279-90)

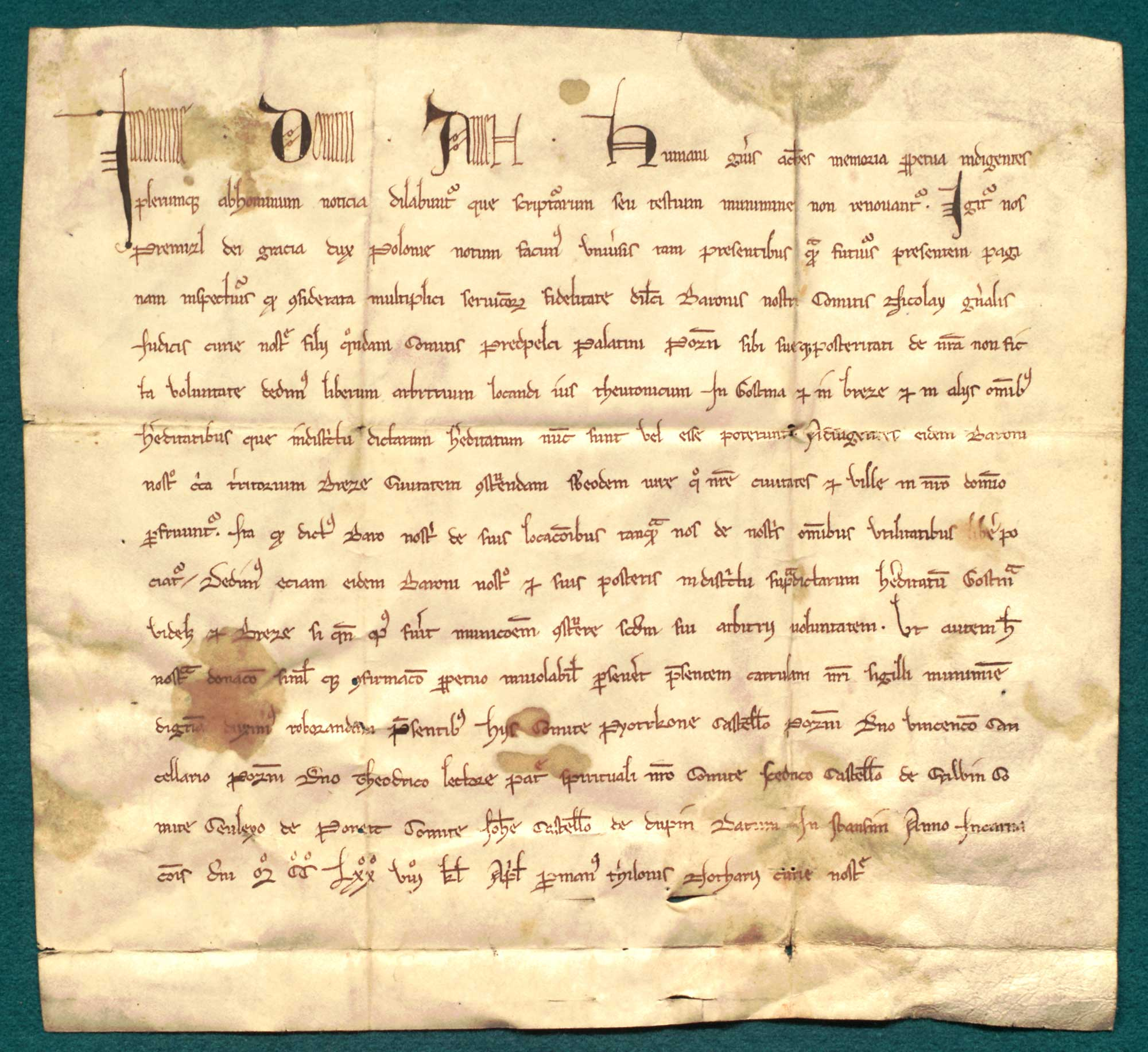
Premislau II permet per localitzar ciutats Gostyń i Brzezie en Magdeburg drets, un document de 1278.

### Addició de la Gran Polònia als seus dominis
L'herència de la Gran Polònia a Premislau II fou pacífica. La unió provà ser duradora, i a excepció de les seves fronteres amb el Ducat de Breslau, va sobreviure tot el seu regnat. Tanmateix, malgrat la unió personal del territori, la divisió entre Kalisz i Gniezno va persistir gairebé fins a finals del segle xviii. En temps de Casimir el Gran, hi hi havia també una divisió visible entre els antics voivodats de Poznań i Kalisz.

### Cooperació amb la noblesa local i relacions amb els seus veïns
Una anàlisi dels documents contemporanis va mostrar que en el primer període de domini sobre tota la Gran Polònia, Premislau II confià en els següent nobles: Jan Gerbicz, Bisbe de Poznań; membres de la poderosa família noble dels Zaremba: Andrzej, canceller de Kalisz (de llavors ençà 1288 el primer "cancellerius tocius Polonia") i més tard Bisbe de Poznań; Sędziwój, camarlenc de Gniezno; Beniamin, voivoda de Poznań; i Arkembold, voivoda de Gniezno. Altres col·laboradors propers eren Wojciech Krystanowic z Lubrzy, camarlenc de Poznań; Tomisław Nałęcz, castlà de Poznań; Maciej, castlà de Kalisz; Stefan, castlà de Wieluń, Mikołaj Łodzia, jutge de Poznań ; Wincenty Łodzia, canceller de Poznań; i els germans Tylon, Jaśko i Mikołaj, tres notaris d'origen de classe mitjana.
Durant els anys 1279-81, Premislau II va tenir una relació amistosa (o com a mínim neutra) amb tot dels seus veïns immediats.

### Reunió amb Enric el Just i empresonament de Premislau II. Pèrdua de Wieluń
El Duc de la Gran Polònia se sentia força segur quan va ser convidat a una reunió organitzada per Enric el Just. La reunió ocorreguda probablement el 9 de febrer de 1281 en un poble silesi; tanmateix, el Duc de Breslau tenia un altre pla - va trencar totes les regles d'hospitalitat, va empresonar els tres prínceps convidats (Premislau II, Enric V el Gras de Legnica, i Enric III de Głogów), i els va forçar a admetre concessions polítiques. Aquesta acció va ser feta encara més ultratjant pel fet que només quatre anys abans Premislau II i Enric III van arriscar les seves vides i exèrcits per salvar Enric el Just a la batalla de Stolec, el qual va acabar amb victòria d'Enric V el Gras, el tercer convidat d'aquesta reunió. Els historiadors especulen que la raó d'aquest moviment radical del Duc de Breslau era probablement el seu desig d'augmentar la seva influència sobre els principats veins com a part dels seus plans propis per una coronació reial.
Després d'una breu resistència Premislau II va ser forçat a cedir l'estratègica ciutat de la Petita Polònia de Wieluń (també anomenada Ruda) per tal d'obtenir el seu alliberament, perquè Enric IV volia una connexió directa entre Breslau i la Petita Polònia. L'empresonament de Premislau II no va durar massa, ja que el 3 de març es trobava a Poznań. Enric III i Enric V el Gras foren forçats a fer grans concessions territorials. A més els tres ducs van acordar que a petició del Duc de Breslau li proporcionarien ajut militar en la quantitat de trenta llancers. Així que això era, de facto, un acte d'homenatge.
El ràpid alliberament de Premislau II podria haver estat ajudat per la intervenció de Leszek II el Negre i Mestwin II de Pomerèlia. La raó per l'arribada de Mestwin II a la Gran Polònia, a més d'ajudar el seu aliat empresonat, era resoldre les reclamacions de l'Orde Teutònic sobre parts de Pomerèlia i per resoldre l'assumpte de la successió després de la seva pròpia mort; del seu primer matrimoni, Mestwin II només havia tingut dues filles, Caterina i Eufèmia. La situació es complicà pel fet que Mestwin II va obtenir el domini sobre tot el Ducat de Pomerèlia després d'una guerra contra els seus oncles, Racibor i Sambor II, qui en venjança per això volia les seves possessions (incloent Białogard i Gniew) a l'Orde Teutonic a la seva mort el 1278.

### Tractat de Kępno. Premislau II, hereu de Pomerània Oriental

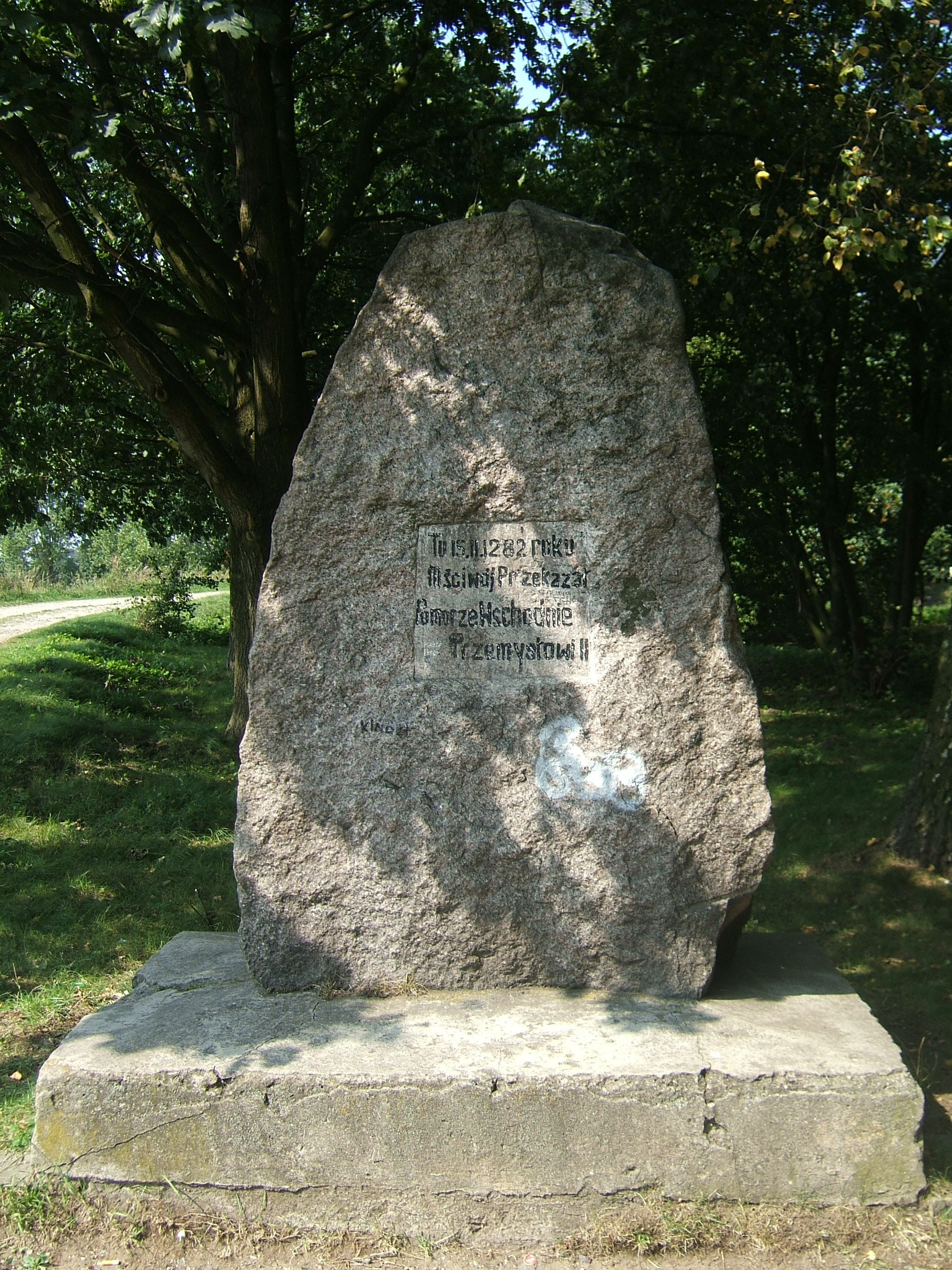
Pedra commemorativa a la ciutat de Kępno en commemoració del tractat entre Premislau II i Mestwin II

Les primeres converses entre Premislau II i Mestwin II sobre la successió d'aquest, probablement ocorreguda al voltant 1281, en ocasió de l'arribada del Duc de Pomerèlia a la Gran Polònia per visitar l'abadia benedictina de Lubin. Tot i que no hi ha cap evidència directa que Premislau II també estigués personalment a l'Abadia, la presència de Jan I de Wysokowce, Bisbe de Poznań i altres dignataris de la Gran Polònia suggereix que s'assolí un compromís. A principis del següent any Mestwin II anà altre cop al sud de la Gran Polònia, per tal de negociar amb el legat papal Filippo di Fermo sobre la seva disputa amb l'Orde Teutònic per la possessió de les ciutats de Gniew i Białogard. El legat va quedar a Milicz, que pertanyia a la Diòcesi de Breslau. Degut a les relacions amistoses de Premislau II (i per això el seu aliat Mestwin II) amb Enric el Just, el Duc de Pomerània decidí aturar-se al poble fronterer de Kępno (també a la Diòcesi de Breslau), a esperar el veredicte del legat.
A Kępno, Mestwin II probablement esperava l'arribada del Duc de la Gran Polònia. Aquí el 15 de febrer de 1282 es tancà un tractat entre Premislau II i Mestwin II, que assegurava la futura unificació de Pomerània Oriental amb la Gran Polònia. Consten com a testimonis en el document signat, entre d'altres, era el voivoda de Pomerània Waysil, el voivoda de Poznań Beniamin, el voivoda de Gniezno Arkembold, el jutge de Poznań Mikołaj, el jutge de Kalisz Andrzej, i el frare dominic Piotr (més tard Príncep-Bisbe de Cammin de 1296-98), qui possiblement fou l'encarregat de redactar el text. Altres dignataris importants també podrien haver estat a Kępno per aquesta raó, però no són esmentats.
Hi ha disputes actuals entre historiadors sobre la naturalesa exacta del Tractat de Kępno. Segons alguns historiadors (per exemple Balzer i Wojciechowski) el tractat era un pacte clàssic d'herència mútua, mitjançant el qual qui sobrevivia a l'altre heretava el seu territori. Segons altres (com Kętrzyńesquí, Baszkiewicz, Zielinska, Nowacki i Swieżawski), fou un acord o donació per a tota la vida de Mestwin II a Premislau II (anomenat donatio inter vivos). Una altra teoria, plantejada per Janusz Bieniak. postula que l'homenatge Mestwin II pagat senzillament amb les seves terres al governant de la Gran Polònia, qui esdevenia el governant de iure del territori. Actualment, és més acceptada, la segona teoria principalment perquè concorda enterament amb les fonts contemporànies. D'ençà 1282 Premislau II usà formalment el títol de "dux Pomeranie" (Duc de Pomerània), però durant la vida de Mestwin II va renunciar la seva reclamació als drets sobre Pomerània Oriental (Pomerèlia).
Com era costum el tractat hauria de ser aprovat pels nobles i cavallers d'ambdues terres. La reunió entre la noblesa de Pomerèlia i de la Gran Polònia ocorregué entre el 13 i el 15 de setembre del 1284 a la ciutat de Nakło, on van confirmar els drets de Premislau II sobre Pomerània Oriental. La unificació de Pomerèlia i la Gran Polònia no va ser la decisió única feta per Premislau II i Mestwin II. Els favors mostrats pel Duc de Pomerèlia als poderosos testimonis de l'acord de la Gran Polònia va mostrar que també tenien molt d'interès en la subsegüent integració de les dues terres.

### Mort sobtada de Lutgarda de Mecklenburg, primera muller de Premislau II

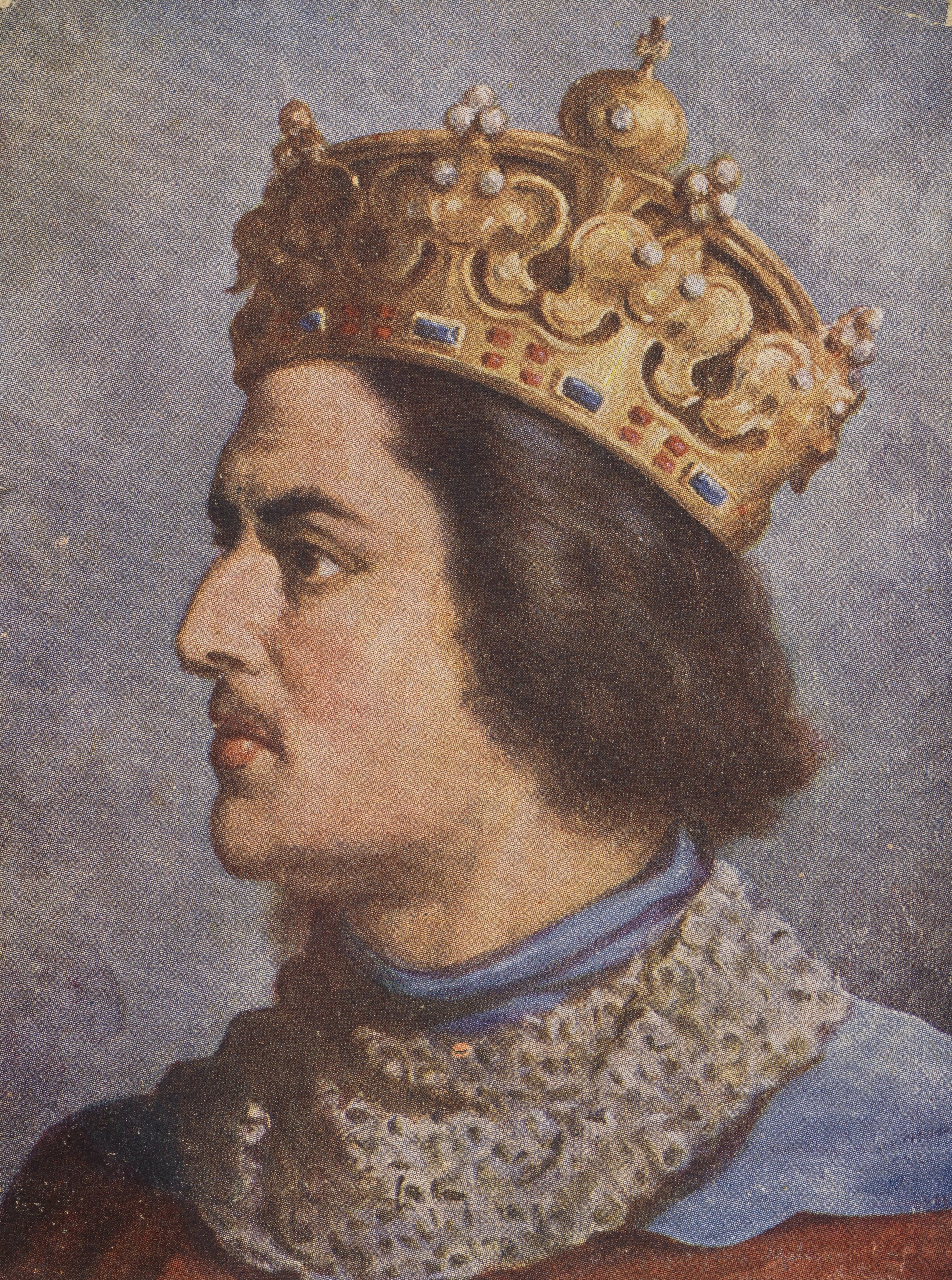
Premislau II descrit per Jan Matejko, segle XIX

El desembre 1283 Lutgarda, la muller de Premislau II, va morir inesperadament a Gniezno a l'edat de 22 o 23 anys. Les relacions entre els cònjuges abans de la seva mort no anaven massa bé; potser fins i tot s'havien separat. La raó d'aquesta era la suposada infertilitat de Lutgarda, patent després deu anys de matrimoni. El període real de relacions matrimonials entre els cònjuges donades la seva edat (tots dos eren força joves al moment del seu casament) de fet podria ser més curt. De fet, no hi ha cap prova directa sobre quina era la causa de la manca de descendència de Lutgarda; en aquells temps la infertilitat matrimonial normalment es considerava responsabilitat de la dona, i en aquest cas (a causa del naixement d'una filla del segon matrimoni de Premislau), sembla força probable. No va ser una sorpresa quan començaren a sorgir acusacions contra el Duc de la Gran Polònia de sospites de l'assassinat de la seva muller. Cap font contemporània esmenta això, un fet més sorprenent perquè Premislau II va tenir enemics amargs que certament utilitzarien aquest delicte en contra ell. Tampoc hi hagué reaccions de l'església o penitències públiques.
El primer suggeriment sobre la misteriosa mort de Lutgarda apareix al segle xiv Rocznik Traski:
El mateix any va morir inesperadament la cònjuge de Premislau Duc de la Gran, la filla de Senyor Nicholau de Mecklenburg anomenada Lukarda. Ningú podria figurar-se com va morir.
El cronista del Rocznik Traski no suggereix una mort anti-natural de la duquessa, però deixa alguns dubtes sobre aquest. D'altra banda, el Rocznik małopolski parla clarament sobre l'assassinat de Lutgarda al còdex Szamotuły, en la que s'afegeix informació sobre aquest esdeveniment:
Malgrat l'historiador (podria afegir) hem vist en la nostra joventut als carrers de Gniezno una capella de fusta, el qual en la llengua vernacla és anomenat vestibule, on hi havia dues grans pedres amb forma de pedres de molí envermellides amb la sang d'aquella dama, completament desgastades i descolorides, i va ser dipositat a la seva tomba a la Catedral de Gniezno.
Una altra font que descriu la mort de Lutgarda és la Kronika oliwska, escrita a mitjans del segle xiv per l'Abat Stanisław. A les pàgines de la seva obra l'autor mostra una clara aversió cap a la dinastia Samborid, governants de Pomerèlia fins al final del segle xiii. Aquesta aversió també es traslladà a Premislau II:
Quan el Príncep Mestwin va ser enterrat a Oliwa, Premislau arribà a Gdańsk i prengué possessió del Ducat de Pomerània. Llavors va rebre de la Santa Seu la corona del regne polonès. Va viure un altre any i va ser capturat pels homes del marcgravi de Brandenburg, Waldemar, qui el va matar per venjar el sagrat Lukarda la seva muller, sospitant que l'havia estrangulada.
Es desconeix perquè el marcgravis de Brandenburg volien venjar l'assassinat de Lutgarda, de llavors ençà això els podria col·locar en una posició perillosa, considerant la seva aliança entre Pomerèlia i la Gran Polònia. Els informes de la Kronika oliwska es repeteixen a Mecklenburg pel cronista Ernst von Kirchberg, un bard vagabund de Turíngia, qui al voltant del 1378 apareix a la cort del Duc de Mecklenburg Albert II (nebot de Lutgarda) en ocasió del seu casament. Poc després de von Kirchberg va voler agrair l'hospitalitat del Duc i va escriure un llarg poema rimat, en el que també esmenta Lutgarda. La història del cronista era la següent: Premislau II, a instigació de la seva mare Elisabet de Breslau (de qui se sap que havia mort el 1265, molt temps abans del matrimoni del seu fill) va preguntar la seva muller per un divorci i retornar-la a Mecklenburg. En vista de la seva negativa perquè "el que Déu ha unit, els homes no han de dividir", Premislau II va decidir el seu empresonament en la torre, on intentà de nou persuadir-la perquè acceptés el divorci. Finalment, degut a la seva obstinació, Premislau II la matà amb la seva daga pròpia. En aquest esdeveniment va ser ajudat per un dels seus ministres, qui va acabar el relat amb l'asfíxia de Lutgarda amb una tovallola.
L'última font important de la història de Lutgarda són els Annals de Jan Długosz, qui va escriure sobre aquests esdeveniments gairebé dos segles després (cap a l'any 1480). Długosz fou el primer cronista que ubicà Poznań com el lloc de la mort de Lutgarda. A més fixà la data de la seva mort el 14 de desembre, corroborat per fonts contemporànies com a data del seu enterrament. La historiografia moderna generalment dona suport a la completa innocència de Premislau II en la sobtada mort de la seva muller.
D'acord als descobriments de Brygida Kürbis, es port concloure que el matrimoni de 10 anys de Premislau II i Lutgarda no reeixí, esdevenint amb el temps patent a tothom que la parella ducal era incapaç de tenir descendència, tot i que això no podria ser completament segur, perquè Lutgarda el 1283 tenia com a màxim només 23 anys. No obstant això, s'assumeix que la creixent aversió de Premislau II cap a la seva muller a causa de la seva infertilitat era ben coneguda. Quan a mitjans del desembre del 1283 Lutgarda morí sobtadament lluny de Premislau (evidenciat per la seva mort a Gniezno, lluny de la cort de Premislau a Poznań), feu aixecar sospites que la mort de la duquessa era antinatural, sense cap prova fefaent respecte a aquesta sospita. Contribuint als rumors era que en el segle xiii el coneixement mèdic era insignificant i, per tant, sovint la mort sobtada d'una persona jove era interpretada com a antinatural. A més, el rebuig del Duc a fer un dol adequat a la seva dona, la qual li agradava a tothom, va augmentar les sospites contra Premislau.

### Elecció de Jakub Świnka com a arquebisbe de Gniezno

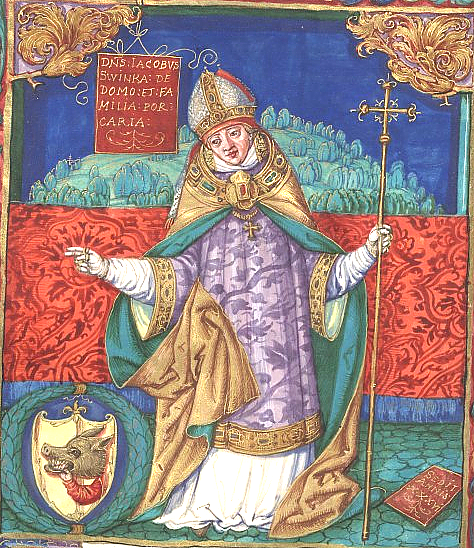
Jakub Świnka, Arquebisbe de Gniezno, d'una il·luminació de llibre, abans 1535

El 18 de desembre de 1283, uns quants dies després del funeral de Lutgarda, la Gran Polònia va presenciar un esdeveniment extremadament important per història posterior de Polònia: la consagració de Jakub Świnka com a Arquebisbe de Gniezno. L'esdeveniment succeït a l'església franciscana a Kalisz fou extremadament important perquè després dotze anys (des de la mort el 1271 d'Arquebisbe Janusz Tarnowa) Polònia no tenia un prelat reconegut. Jakub Świnka rebé el nomenament papal el 30 de juliol de 1283, tanmateix, com que només era diaca, fou necessari ordenar-lo. Aquesta cerimònia fou el 18 de desembre i l'endemà Jakub rebé la consagració episcopal. A la cerimònia, d'acord a les fonts, hi assistiren cinc bisbes polonesos i Premislau II, qui va donar l'Arquebisbe nou un anell com a regal. Poc se sap sobre l'origen i primers anys de Jakub Świnka, excepte que és esmentat en un document emès per Boleslau el Pietós. Com a Arquebisbe de Gniezno, la cooperació entre ell i Premislau II era excel·lent. Un exemple d'aquest era el fet que va aparèixer com a testimoni en 14 diplomes signats pel Duc de la Gran Polònia, incloent la confirmació de tot els seus privilegis previs i el permís per a batre les seves pròpies monedes a Żnin i la castlania de Ląd.

### Guerra contra Occidental Pomerània. Congrés de Sieradz
A la primera meitat de 1284 Premislau II estigué implicat al costat de Dinamarca i Brandenburg en un conflicte armat contra Occidental Pomerània i Rügen. Els detalls sobre aquest esdeveniment són limitats, i la pau, signada el 13 d'agost, no dugué beneficis reals a la Gran Polònia.
Molt més efectes positius sorgirien de les relacions amistoses de Premislau amb Leszek II el Negre, Duc de Cracòvia; van tenir una reunió a Sieradz el 20 de febrer de 1284. Es desconeixen els detalls sobre la raó i les converses d'aquesta reunió, però serien productius, ja que Premislau cedí al voivoda de Cracòvia Żegota tres pobles (Nieczajno, Wierzbiczany i Lulin). Aquestes bones relacions es mantingueren un cert temps, fins set mesos més tard, el 6 de setembre, el Duc de la Gran Polònia medià en una disputa entre Leszek II el Negre i el seu germà Casimir II de Łęczyca amb l'Orde Teutònic. Premislau II també no va perdre de vista els afers a Pomerània, ja que el 13 de setembre es reuní de nou amb Mestwin II a la ciutat de Nakło.

### Traïció de Sędziwój Zaremba; pèrdua d'Ołobok
Segons el Rocznik Traski (basat probablement en fonts més antigues desaparegudes), el 28 de setembre de 1284, Kalisz fou cremada. Això aviat provocà una sèrie d'esdeveniments que amenaçaren el poder de Premislau II. Ara governador de Kalisz i a la ciutat al temps del foc, Sędziwój Zaremba, tement les conseqüències, va decidir conquerir el Castell de Kalisz (aparentment no danyat pel foc) i donar-lo a Enric el Just. A la notícia dels esdeveniments de Kalisz, Premislau II va reaccionar instantàniament. No més tard del 6 d'octubre, com testifica un document d'aquell temps, Premislau II era encapçalant els cavallers de la Gran Polònia a les muralles de la ciutat. En vista de la negativa a sotmetrè's, el duc va ordenar el setge. Es desconeix quan temps es perllongà el setge, però certament aviat degut a les reticències a lluitar dels rebels (els cavallers i nobles probablement tremien que, després de la captura del castell, Premislau no perdonaria a ningú), el duc acordà negociar-hi. Finalment Premislau II recuperà el Castell de Kalisz, però va haver del castell d'Ołobok recentment construït a Enric el Just. No hi ha cap certesa que la traïció de Sędziwój Zaremba era un incident aïllat o part d'una conspiració més ampla de la família Zaremba. Tanmateix, es pot assumir que el duc no va creure en una conspiració familiar perquè la majoria de parents Sędziwój restaren als seus llocs fins i tot després del 1284. Una altra font que dona suport a això és un document signat el 6 d'octubre (i així durant el període de setge) on el voivoda de Poznań Beniamin Zaremba apareix com a testimoni, i per això havia d'estar al cercle de confiança de Premislau II.
Hi hagué un canvi d'actitud de Premislau contra Beniamin el 1285, d'origen desconegut degut a la poca informació contemporània. El Rocznik Traski només assenyala que el Duc de la Gran Polònia va empresonar ambdós Sędziwój i Beniamin. Al final aparentment forem tractats molt suaument, perquè Mestwin II de Pomerèlia no només els va restaurar al seu càrrec anterior però també se'ls hi confiscà part de les seves propietats. A més, Beniamin apareix altre cop en el cercle de Premislau II cap al 1286.

### Matrimoni amb Richeza de Suècia
El 1285 Premislau II decidí casar-se altre cop. La núvia escollida fou Richeza, filla del rei deposat Valdemar de Suècia i Sophia de Dinamarca, filla del rei d'Eric IV. Degut a la manca de contactes entre Suècia i Gran Polònia, les negociacions es tancaren mitjançant la medicació a través de la Casa de Ascània. El matrimoni per poders es realitzà a la ciutat sueca de Nyköping l'11 d'octubre de 1285; a la cerimònia, el Duc de la Gran Polònia va ser representat pel notari Tylon, qui va rebre de Premislau II el poble de Giecz en agraïment pels seus serveis. Es desconeix quan i on es feu el casament formal entre Premislau II i Rikissa, o qui va administrar el sagrament de matrimoni, podent ser qualsevol bisbe Jan de Poznań o Jakub Świnka, Arquebisbe de Gniezno.

### Congressos de Łęczyca i Sulejów. Consagració d'un Bisbe nou de Poznań
L'any 1285 dugué a Premislau II altres èxits: al gener, l'Arquebisbe de Gniezno Jakub organitzà una reunió a la ciutat de Łęczyca, on es confirmà l'excomunió del principal adversari del governant de la Gran Polònia, Enric IV; el 15 d'agost Premislau II hi hagué una nova reunió de prínceps, aquest cop amb Władysław I i Ziemomysł d'Inowrocław a la ciutat de Sulejów, on probablement es parlà de la rebel·lió contra Leszek II el Negre i la seva deposició a favor de Conrad II de Czersk.
El maig del 1286 després de la mort del Bisbe de Poznań Jan Wyszkowic, el seu successor Jan Gerbicz va ser consagrat. La cooperació entre el nou bisbe i Premislau II era bona, tot i que alguns historiadors es pregunten perquè el Bisbe Gerbicz rebé més tard el sobrenom "traditor" (traidor).

### Recuperació d'Ołobok. Aliança tripartita entre la Gran Polònia, Pomerèlia i Pomerània Occidental
Segons Jan Długosz el 14 de juny de 1287 alguns cavallers de la Gran Polònia i (com suggereix el cronista), sense el coneixement del seu governant, conduí un atac de sorpresa a Ołobok, conquerí el castell i va retornar el districte a la Gran Polònia. Enric el Just decidí no respondre amb cap conflicte armat i va acceptar la pèrdua; en circumstàncies desconegudes, en aquell temps Premislau II també recuperà Wieluń (perduda el 1281). Pot assumir-se que l'actitud del Duc de Breslau era part de les concessions associades als seus plans per obtenir el tron de Cracòvia, i que d'aquesta manera volia assegurar la neutralitat del Duc de la Gran Polònia.
Uns mesos més tard, el 23 de novembre a la ciutat de Słupsk es feu una reunió entre Premislau II, Mestwin II de Pomerèlia i Bogislaw IV de Pomerània. Allà acordaren un tractat d'ajut i cooperació mútua contra qualsevol adversari, especialment contra el governants de Brandenburg i Vitslav II, Príncep de Rügen. L'acord també garantia l'herència de Gdańsk a Bogislaw IV o els seus descendents en el cas de les morts d'ambdós Mestwin II i Premislau II. A més, aquest tractat contribui a un significatiu deteriorament de les relacions entre la Gran Polònia i la Casa d'Ascània, governants de Brandenburg. El tractat fou confirmat en una reunió a Nakło l'agost del 1291.

### Primera coalició de Prínceps Piast. Relacions amb Leszek II el Negre. Naixement de la seva filla Ryksa
Segons la teoria de l'historiador Oswald Balzer, cap al 1287 i per inspiració de Jakub, Arquebisbe de Gniezno, acordaren el tractat d'herència mútua entre Leszek II el Negre, Enric el Just, Premislau II i Enric III de Głogów. la teoria de Balzer es popularitzà entre els historiadors. Aquesta postura fou refutada per Władysław Karasiewicz i Jan Baszkiewicz. Tanmateix, no exclogueren completament la possibilitat que s'hagues assolit un acord durant aquest període entre Premislau II i Enric IV, evidenciat pel fet que el Duc de Breslau retornà voluntàriament les terres d'Ołobock i Wieluń a Premislau.
El 14 de maig de 1288 al Congrés de Rzepce l'aliança entre Premislau II i Mestwin II encara s'enfortí més. Al juliol el Duc de la Gran Polònia va visitar el greument malalt Leszek II el Negre a Cracòvia. Es desconeixen els assumptes tractats en aquesta visita.
El primer i únic fill de Premislau II va néixer a Poznań l'1 de setembre de 1288: una filla, anomenada Ryksa, qui esdevindria reina consort de Bohèmia i Polònia com a muller de Venceslau II i després de la mort d'aquest, de Rodolf III d'Habsburg. La notícia del naixement de la seva filla fou també la darrera cita de la duquessa Rikissa. Certament aquesta morí després d'aquesta data i abans del 13 d'abril del 1293, quan Premislau II es casà per tercer i darrer cop. Sembla que Premislau II va tenir forts i profunds sentiments envers la seva segona muller. Prova això el fet que la seva filla rebé el nom de la mare, i també per un document signat el 19 d'abril del 1293 on cedí al Bisbat de Poznań el poble de Kobylniki com a pagament per mantenir encès perpètuament un llum a la tomba de Rikissa.

### Mort de Leszek II el Negre. Batalla de Siewierz
El 30 de setembre de 1288 Leszek II el Negre, Duc de Cracòvia, Sandomierz i Sieradz, va morir sense fills. La seva mort feu esclatar la guerra a la Petita Polònia. Els cavallers de Cracòvia eren favorables a Boleslau II de Płock, mentre que els cavallers de Sandomierz donaven suport al seu germà, Conrad de Czersk; d'altra banda, la ciutadania de classe mitjana donaven suport a Enric el Just, Duc de Breslau.
A principis de 1289 les tropes silesianes marxaren sota les ordres del Duc de Breslau i els seus aliats Bolko I d'Opole i Przemko de Ścinawa. Ells també comptaren en el suport de Sulk l'Ós (Sułk z Niedźwiedzia en polonès), el castellà de Cracòvia, qui controlava el Castell de Wawel. En resposta es formà una coalició en contra per part de Boleslau II de Płock, Casimir II de Łęczyca, i Ladislau I. Sorprenentment, Premislau II s'hi uní, posant fi a tos els seus acords previs amb el Duc de Breslau.
L'exèrcit de Breslau-Opole-Ścinawa s'adonà que tenia forces insuficients per a resistir la coalició de la Gran Polònia-Kuyavia-Masòvia, i optà per retrocedir a Silèsia, on reunirien més tropes. Les tropes en retirada foren perseguides i una sagnant batalla succeï a la ciutat de Siewierz a Bytom el 26 de febrer de 1289, culminant en una victòria plena de Premislau II i els seus aliats. En aquesta batalla fou mort Przemko de Ścinawa i Bolko I d'Opole va ser capturat. Després de la batalla Ladislau I prengué Cracòvia, i Premislau II es retirà amb les seves tropes, pactant una treva només amb Enric el Just. Tanmateix, més tard el 1289, Enric IV prengué les armes contra Cracòvia, arrabassant a Ladislau I el govern de Sandomierz. Aquest esdeveniment va ser considerat provisional, perquè ambdós Enric el Just i Ladislau I continuaren usant el títol de Duc de Cracòvia i Sandomierz.

## Ascens al títol de rei (1290-95)

### Mort d'Enric IV. Premislau II, governant de Cracòvia
Enric IV, Duc de Breslau i Cracòvia, va morir el 23 de juny de 1290, probablement enverinat. Com que va morir sense fills, al seu testament legà el Ducat de Breslau a Enric III de Głogów, i Cracòvia - amb el títol de Duc Alt i per això el overlordship sobre Polònia - a Premislau II. A més, va retornar Kłodzko al Rei de Bohèmia Venceslau II i també va donar el Ducat de Nysa-Otmuchów al Bisbat de Breslau com a feu perpetu amb sobirania plena.
Aquestes darreres disposicions no sorprenien, de llavors ençà eren compatibles amb la postura política més recent d'Enric IV. Tanmateix, l'herència de Cracòvia i Sandomierz per Premislau II, un dels seus parents mascles més propers, va causar sorpresa considerable entre els historiadors. Hi ha diverses teories historiogràfiques per explicar la decisió del Duc de Breslau. Recentment s'ha assumit que Jakub, Arquebisbe de Gniezno, estava darrere d'aquest testament, perquè era a Breslau el 17 de juny de 1290, uns quants dies abans de la mort d'Enric IV. D'acord amb el costum, Premislau II hagués de pagar algunes disposicions religioses d'Enric IV: la transferència de 100 peces d'or fi a la Catedral de Cracòvia; i ornaments i llibres litúrgics al monestir de Tyniec.
Premislau II probablement fou informat ràpidament de la mort del Duc de Breslau. Degut a la manca de documents, el primer cop aparèix amb el títol de Duc de Cracòvia en un diploma signat el 25 de juliol de 1290. Premislau II mai usà el títol de Duc de Sandomierz en cap dels seus documents, malgrat mantenir plens drets sobre aquesta terra sota el poder d'Enric el Just. Això és perquè mai la possei ja que, de fet, Ladislau l'havia conquerit la terra poc abans de la mort d'Enric IV.
A la Petita Polònia, Premislau II va adoptar l'àguila coronada - usada anteriorment per Enric el Just - com a emblema; el seu emblema anterior, heretat del seu pare i oncle, era un lleó rampant.
Es desconeix exactament quan Premislau II va anar a Cracòvia per a assumir el control, ja que el 24 d'abril del 1290 encara estava a Gniezno. Dos mesos més tard signà un document a Cracòvia, on ell inicialment donà suport i confirmà el poder de l'elit local (amb el castellà Żegota, el canceller Prokop, el voivoda Mikołaj, i el tresorer Florian, entre altres), el clergat (incloent Paweł de Przemankowo, el Bisbe de Cracòvia, a qui en un altre document datat el 12 de setembre de 1290 li concedí el dret de recaptar delmes locals), i persones de classe mitjana.

### Relacions amb Ladislau I. Govern de Cracòvia
No hi ha cap certesa sobre les relacions polítiques entre Premislau II i Ladislau I, tenint en compte que era el governant real del Ducat de Sandomierz. El fet que Premislau II no va utilitzar el títol de duc de Sandomierz suporta la tesi que ambdós competidors van acceptar l'autoritat de Ladislau I i la seva possessió formal sobre aquella terra, sense impedir la possibilitat d'enfrontaments menors.
Hi ha constància que Premislau II nomenà oficials només a Cracòvia i les àrees circumdants (Wieliczka i Miechów). Això probablement indica que el poder real del Duc de la Gran Polònia es limitava a la ciutat i localitats properes. Els altres territoris eren probablement regits per Ladislau I.

### Renúncia a la Petita Polònia a favor del rei de Bohèmia Venceslau II
Premislau II abandonà Cracòvia, capital de Petita Polònia, entre el 12 de setembre i el 23 d'octubre del 1290. Mai va retornar. Deixant el Wawel castell, prengué per a ell la corona reial i les regalies que s'havien guardat a la catedral des dels temps de Boleslau el Generós. En aquest punt ja planejava la seva coronació reial pròpia.
Mentrestant les pretensions de Venceslau II de Bohèmia sobre la Petita Polònia esdevenien patents. Les seves reclamacions reben el suport per la donació feta per la seva tia materna, Gryfina (també anomenada Agrippina) de Halych (vídua de Leszek II el Negre) i la investidura rebuda del rei Rodolf I d'Alemanya. Ambdós documents no van tenir cap importància sota la llei polonesa; tanmateix, el seu poder militar, riquesa i la proximitat cultural amb el Regne de Bohèmia feren de Venceslau II un candidat àmpliament acceptat a la Petita Polònia. Premislau II així va tenir dues opcions: una confrontació militar (amb la que no va tenir cap possibilitat a causa del predomini de l'exèrcit bohemi), o negociacions polítiques.
El 14 d'octubre de 1290 l'Arquebisbe Jakub Świnka inaugurà un sínode provincial a Gniezno, assistit per Jan Gerbicz, Bisbe de Poznań; Tomasz Tomka, Bisbe de Płock; Wisław, Bisbe de Kujawy; i Conrad, Bisbe de Lebus (Lubusz). A més dels bisbes, Premislau II i Mestwin II de Pomerèlia també assistiren al sínode. Probablement fora en aquesta trobada que el Duc de la Gran Polònia va decidir renunciar als seus drets sobre la Petita Polònia a Venceslau II a canvi d'una indemnització monetària.
No es coneix exactament quan van començar les negociacions entre Premislau II i Venceslau II. Però de ben segur que el tancaren entre el 6 de gener (l'última vegada quan Premislau II va utilitzar el títol de Duc de Cracòvia en un document) i el 10 d'abril del 1291 (el primer cop que Venceslau II va utilitzar aquest títol en cartes). A més a més, també se sap que a mitjans d'abril les tropes bohèmies dirigides pel Arnold, Bisbe de Bamberg, eren ja al Castell de Wawel.

### Aliança amb Enric III de Głogów. Tractat d'herència mútua entre ells
La pèrdua de Petita Polònia no va impedir Premislau II d'activament participant en política nacional. A principi dels anys 1290 (probablement poc després de la mort d'Enric el Just), va entrar a en una aliança propera amb Enric III de Głogów. Detalls d'aquest tractat no és conservat, i l'únic historic el coneixement d'aquest assumpte deriva d'un document emès per Ladislau I a Krzywiń el 10 de març de 1296, en el que emfasitza que Enric III tenia drets legítims sobre la Gran Polònia. Refusà la idea de parentiu (qui Ladislau I podria reclamar pel seu matrimoni amb Hedwig de Kalisz), sembla justificat la vista que a principis dels anys 1290 (certament abans del gener del 1293, quan Premislau II va esdevenir implicat amb Ladislau I) signant un tractat va ser signat en quin el governant de la Gran Polònia dona drets de successió al Duc de Głogów.

### Congrés de Kalisz. Aliança amb Ladislau I
El gener 1293 les converses polítiques dutes a terme a Kalisz entre Premislau II, Ladislau I i el seu germà Casimir II de Łęczyca. Els detalls de les converses són desconeguts; tanmateix dos documents sobreviuen sobre la successió del tron de Cracòvia (tot i que només en teoria, perquè el Ducat era a mans de Venceslau II) que afirmen que seguiria el següent ordre: primer Premislau II, després Ladislau I, i finalment Casimir II de Łęczyca. A més van prometre's ajuda mútua en la recuperació d'aquesta terra per qualsevol d'ells i una paga anual de 300 peces de plata fina a l'Arquebisbe de Gniezno, amb l'obligació de duplicar la quantitat durant els primers dos anys. L'instigador de les converses de Kalisz fou sens dubte l'Arquebisbe Jakub Świnka. El motiu principal era probablement reforçar la coalició anti-bohèmia, per la qual els aliats s'ajudarien mútuament. Premislau II també nomena Ladislau I com el seu successor a la Gran Polònia en el cas de la seva mort sense hereus mascles (tot i que és possible que, com en el cas d'Enric III de Głogów, van signar un tractat d'herència mútua). Malgrat els acords no consta cap acció coneguda d'aquesta coalició. Casimir II de Łęczyca morí el 10 de juny de 1294 a la batalla de Trojanow contra Lituània.
Al Congrés de Kalisz fou acordat (i possiblement efectuat) el matrimoni entre Ladislau I i Hedwig de Kalisz, cosina de Premislau i filla de Boleslau el Pietós.

### Matrimoni amb Margarida de Brandenburg
Pels volts del Congrés de Kalisz Premislau II decidí tornar-se a casar, així que la seva anterior muller Rikissa ja era morta en aquella data (probablement l'any anterior). La núvia escollida fou Margarida, filla d'Albert III, marcgravi de Brandenburg-Salzwedel i Matilda de Dinamarca, filla de rei Cristòfol I. Aquest matrimoni fou acordat per raons polítiques amb l'esperança d'assegurar la successió de Premislau II a Pomerèlia. Degut a la relació relativament propera entre el Duc i la seva núvia (ambdós eren besnets del rei Ottokar I de Bohèmia), es necessitava una dispensa papal per a realitzar el matrimoni. La cerimònia de casament fou duta a terme poc abans del 13 d'abril del 1293; segons alguns historiadors, probablement fou en aquesta ocasió que se celebraren les esposalles entre Ryksa, filla de Premislau, i Otto de Brandenburg-Salzwedel, germà de Margarida.

### Mort de Mestwin II
La primavera de 1294 Mestwin II de Pomerèlia visità a Premislau II. Al seu torn, el duc de la Gran Polònia anà a Pomerèlia el 15 de juny, on signà documents amb Mestwin II a Słupsk. El 30 de juny Premislau II era altre cop a la Gran Polònia.
La minvada salut de Mestwin II va forçar Premislau a visitar de nou Pomerèlia a la tardor. Es desconeix si estava present quan Mestwin II va morir el 25 de desembre de 1294 a Gdańsk; tanmateix, no hi ha dubte que Premislau II assistí al seu funeral. L'últim Duc de Pomerèlia dels Samborides va ser enterrat al monestir cistercenc d'Oliwa. Després d'heretar Pomerèlia, Premislau II va adoptar el nou títol de "dux Polonie et Pomoranie". Va quedar en Gdańsk Pomerèlia fins a principis d'abril, però cap al 10 d'abril ja era a Poznań.

## Rei de Polònia i mort (1295-96)

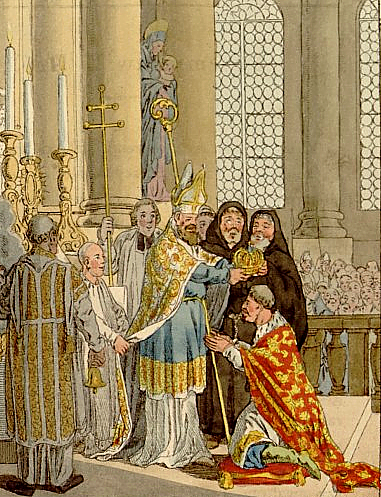
Coronació de Premislau II el 1295, recreació de segle XIX

### Premislau II, Rei de Polònia. Aprovació papal i extensió dels seus dominis

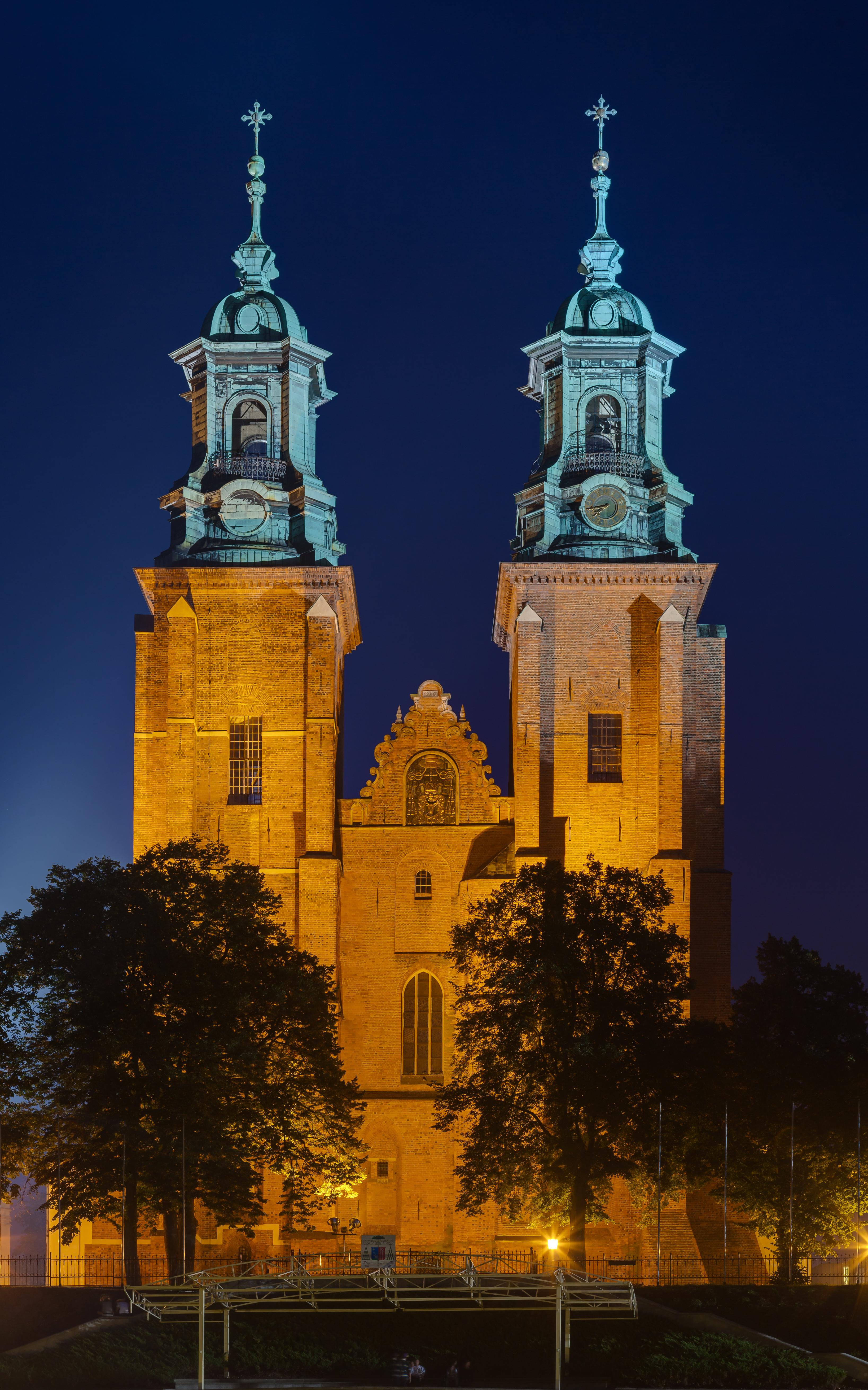
Gniezno Catedral, lloc de la coronació de Premislau II

La coronació de Premislau II i la seva muller Margarida fou duta terme a la Catedral de Gniezno el diumenge 26 de juny del 1295, el dia dels sants Joan i Pau. Es desconeix perquè es realitzà com a cerimònia de coronació senzilla (ordinis cororandi) malgrat fou la primera coronació polonesa en 219 anys. A més l'Arquebisbe Jakub de Gniezno, els altres alts representants de la jerarquia eclesiàstica que participaren a la cerimònia foren: els bisbes Conrad de Lubusz, Jan II de Poznań, Wisław de Włocławek i Gedko II de Płock. Dels bisbats polonesos Johann III Romka de Breslau i Jan Muskata de Cracòvia pot ser que hi assistissin personalmenty o per delegació. Els historiadors generalment coincideixne amb aquesta llista de bisbes que van assistir a la coronació. Certament hi ha alguns dubtes sobre la presència de Conrad, Bisbe de Lubusz, qui el 18 de juny era a Praga. Tanmateix, com recull Kazimierz Tymieniecki, podria haver viatjat a Gniezno per a la coronació. No hi ha cap informació sobre els testimonis seculars de la coronació; certament molts dignitaris tant de la Gran Polònia com de Pomerèlia hi haurien assistit. Similarment cap de les fonts citen la presència d'altres governants Piast a la cerimònia.

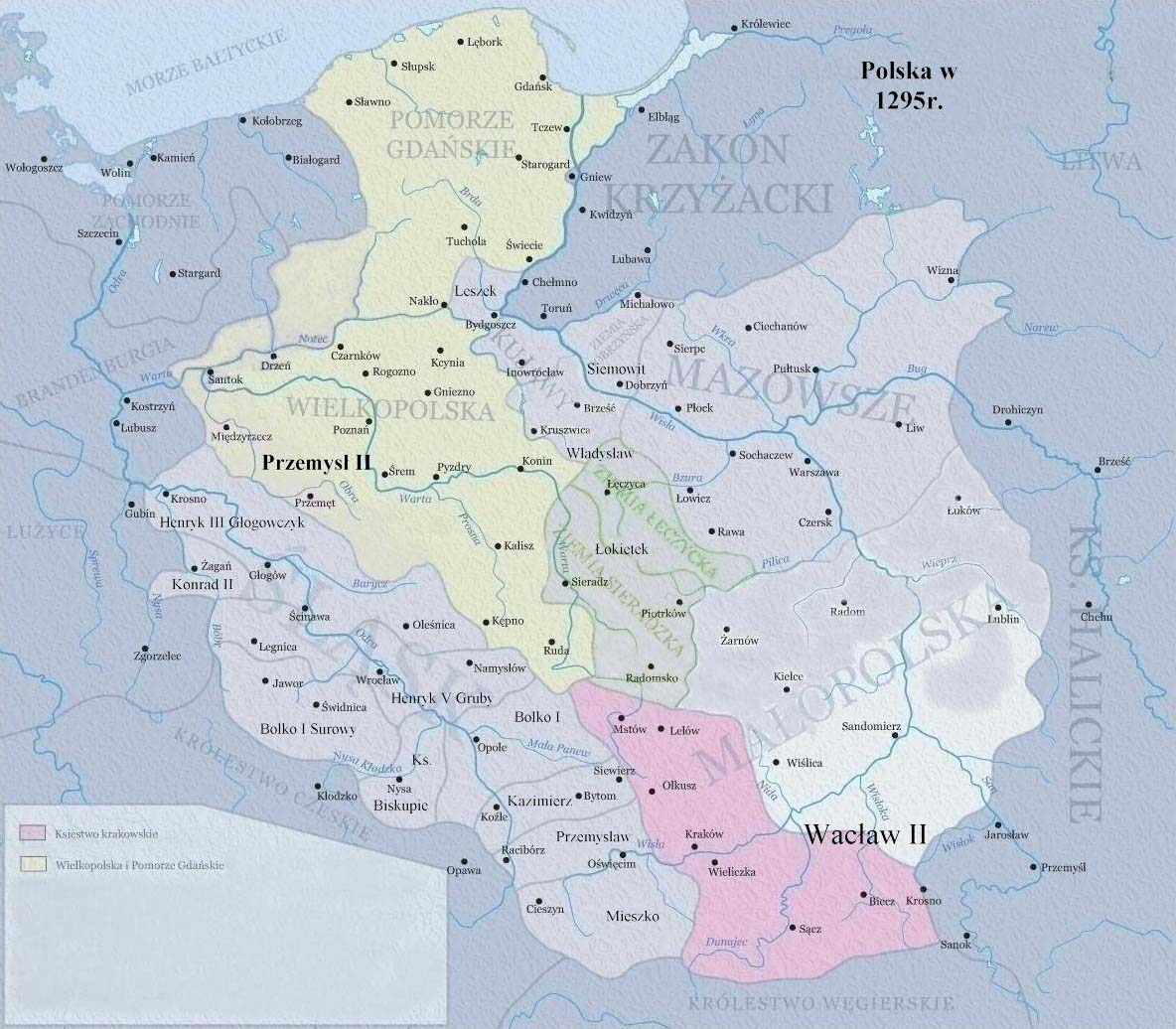
Polònia al temps de Premislau II (1295)

El consentiment del Papa Bonifaci VIII no fou necessari, perquè degut a les coronacions anteriors Polònia ja era un regne. Les fonts contemporànies no confirmen definitivament que Premislau II i l'Arquebisbe obtingueren l'aprovació de la Santa Seu per a la coronació. Només la Kronika oliwska i la Kronika zbrasławska constaten que la coronació rebé aquest consentiment. Si hi hagué una aprovació explícita, podria haver influït en el esforços posteriors de Ladislau I per tal d'obtenir el permís papal per a la seva pròpia coronació; la coronació del 1320 es feu en circumstàncies molt diferents, perquè Ladislau I tenia un competidor al tron en la persona de rei Joan de Bohèmia i el papat estava llavors fortament influït per la cort francesa. El 1295 el papat era una entitat independent i el bisbat polonès podria esperar calmadament les protestes de Venceslau II.
Tant si Premislau II obtingué el consentiment del Papa com no, la legalitat de la seva coronació no va ser qüestionada pels seu contemporanis. Fins i tot la crònica txeca Kronika zbrasławska no va negar el títol reial del Duc de la Gran Polònia, tot i que l'anomena Rei de Kalisz. Finalment, Venceslau II va restringir les seves accions només a protestes diplomàtiques tant a Premislau II (al qual intentà persuadir d'abdicar) i s la Cúria Papal.
La coronació de Premislau II és disputada entre els historiadors pel que fa a l'extensió del seu regne. Stanisław Kutrzeba assenyala que Premislau II, de fet, fou coronat Rei de la Gran Polònia. Aquesta teoria encengué una discussió viva, el qual fins avui no dona una resposta clara sobre el monarchical estat de Premislau II. Es podria esperar tanmateix que Premislau II volia reviure l'antic Regne de Polònia a través de la coronació, el qual també està d'acord amb la inscripció en el segell post-coronació Reddidit ipse pronis victricia signa Polonis, tot i que en realitat Premislau II estava limitat políticament a la Gran Polònia i Pomerània Oriental.

### govern reial i mort a Rogoźno

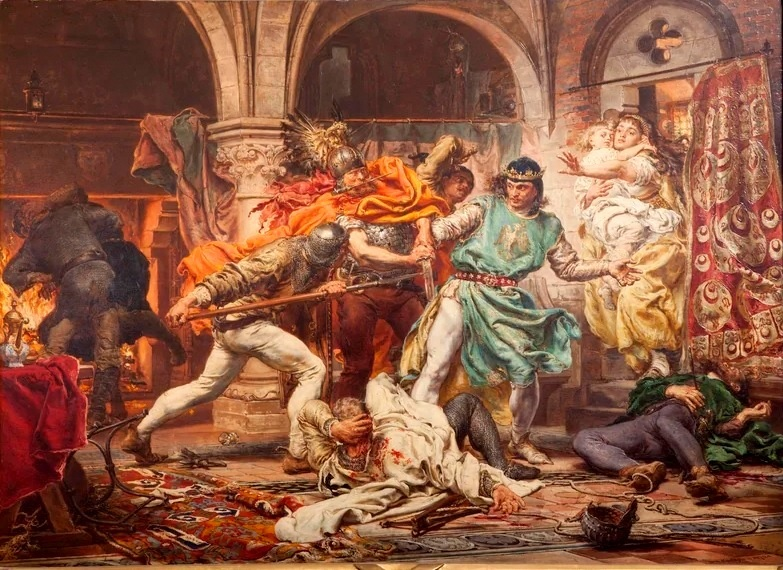
La Mort de rei Premislau II per Jan Matejko, 1875

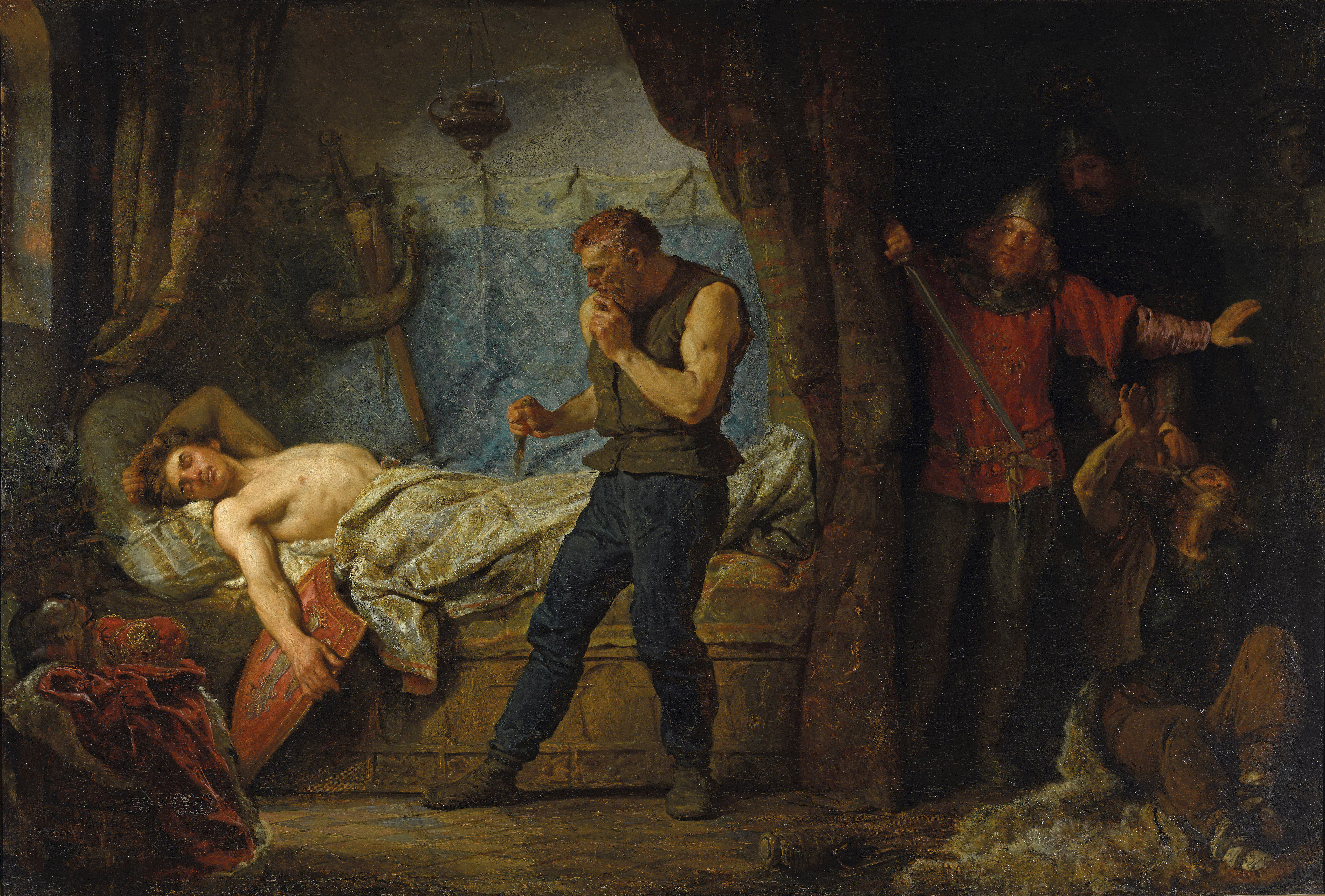
Assassination De rei Premislau II per Wojciech Gerson, 1881

Després de la coronació, Premislau II va anar a Pomerèlia i arribà a Słupsk el 30 de juliol, on va confirmar els privilegis del monestirs cistercencs d'Oliwa i Żarnowiec. També visità altres ciutats importants: Gdańsk, Tczew i Świecie. L'agost 1295 va retornar a la Gran Polònia però l'octubre era altre cop a Gdańsk. Això demostra com d'important era el Ducat de Pomerèlia per Premislau II.
Tenint en compte el fet que aquests esdeveniments ocorregueren al segle xiii, les fonts que constaten els detalls respecte la mort de Premislau és dubtosa; la Kronika wielkopolska falla a l'hora d'esmentar els esdeveniments a Rogoźno. Les fonts vacil·len a l'hora d'atribuir l'autoria de l'assassinat del rei polonès: el marcgravi de Brandenburg, o algunes famílies poloneses (els Nałęczs o Zarembas o ambdues famílies), i finalment intenta reconciliar les dues teories.
Una de les primeres fonts que han de ser tingudes en compte és el gairebé contemporani Rocznik kapituły poznańskiej. Els registres mostren que el marcgravi de Brandenburg Otó el Llarg, un altre Otó (potser Otó IV), i Joan IV, nebot de Premislau II (com a fill de la seva germana gran Constança), va enviar un exèrcit que va arribar a la posta del sol del 8 de febrer de 1296 a la ciutat de Rogoźno, on el Rei passava el Carnaval per segrestar-lo. Tanmateix, degur a la forta resistència del rei i a les seves ferides, els assaltants incapaços de dur-lo ferit a Brandenburg, finalment el varen matar. El motiu del crim fou l'aversió del marcgravi cap al Rei polonès degut a la seva coronació.
L'assassinat de rei Premislau II per homes del marcgravi de Brandenburg també rep el suport del Kronika oliwska (Crònica d'Oliva), que estipula que després que la coronació reial:
viví un any, va ser capturat per l'adjutant de Waldemar, el marcgravi de Brandenburg, i va ser assassinat en venjança per la seva muller, la sagrada Lukarda, la qual, se sospitava que l'havia mort.
S'assumeix amb molta probabilitat que la primera part d'aquesta informació, va ser traduït del Liber Mortuorum Monasterii Oliviensis per l'autor del Kronika oliwska, l'Abat Stanisław, i el missatge sobre els motius de l'assassinat com a revenja per la mort de Lutgarda fou el resultat d'una addició posterior de l'Abat. Aquest passatge estableix que el marcgravi Waldemar de Brandenburg fou el culpable del delicte; tanmateix, durant els esdeveniments tràgics no podria haver participat perquè el 1296 tenia menys de 15 anys. Waldemar obtingué notorietat certament només al voltant 1308, després del seu intent fallit de prendre Pomerània.
Una altra font antiga que va escriure sobre la mort de Premislau II a mans de Brandenburg, fou el Rocznik kołbacki del monestir cistercenc de Kołbacz aOccidental Pomerània. La breu notícia és valuosa principalment perquè fou l'únic un que esmenta el perpetrador directe del delicte, un home anomenat Jakub Kaszuba. El problema és que no aparegui res segur en altres fonts, i a més, el nom de Piotr, amb el que s'anomena Premislau II a la crònica, aixeca gran sorpresa. Més probablement això és un error de l'autor.
Finalment una altra font que acusava el marcgravi de Brandenburg és la més recent Crònica d'Enric de Hertford, que fou escrita a mitjans del segle xiv, era prou fiable perquè era d'Alemanya (i per tant poc sospitòs de ser parcial). En aquesta s'hi diu que Premislau II morí durant una guerra entre Brandenburg i la Gran Polònia. Un altre cronista alemany, qui unequívocament acusà la Casa d'Ascània fou Dietmar de Lübeck, qui també assenyalà Margarida, la muller de Premislau, com a participant en la conspiració que el va matar, degut a les seves relacions familiars. Es desconeix si el cronista trobà aquesta informació de fonts antigues o ho va deduir fent una simple deducció: com que Margarida pertanyia a la família acusada de l'assassinat, va haver de participar-hi forçosament.

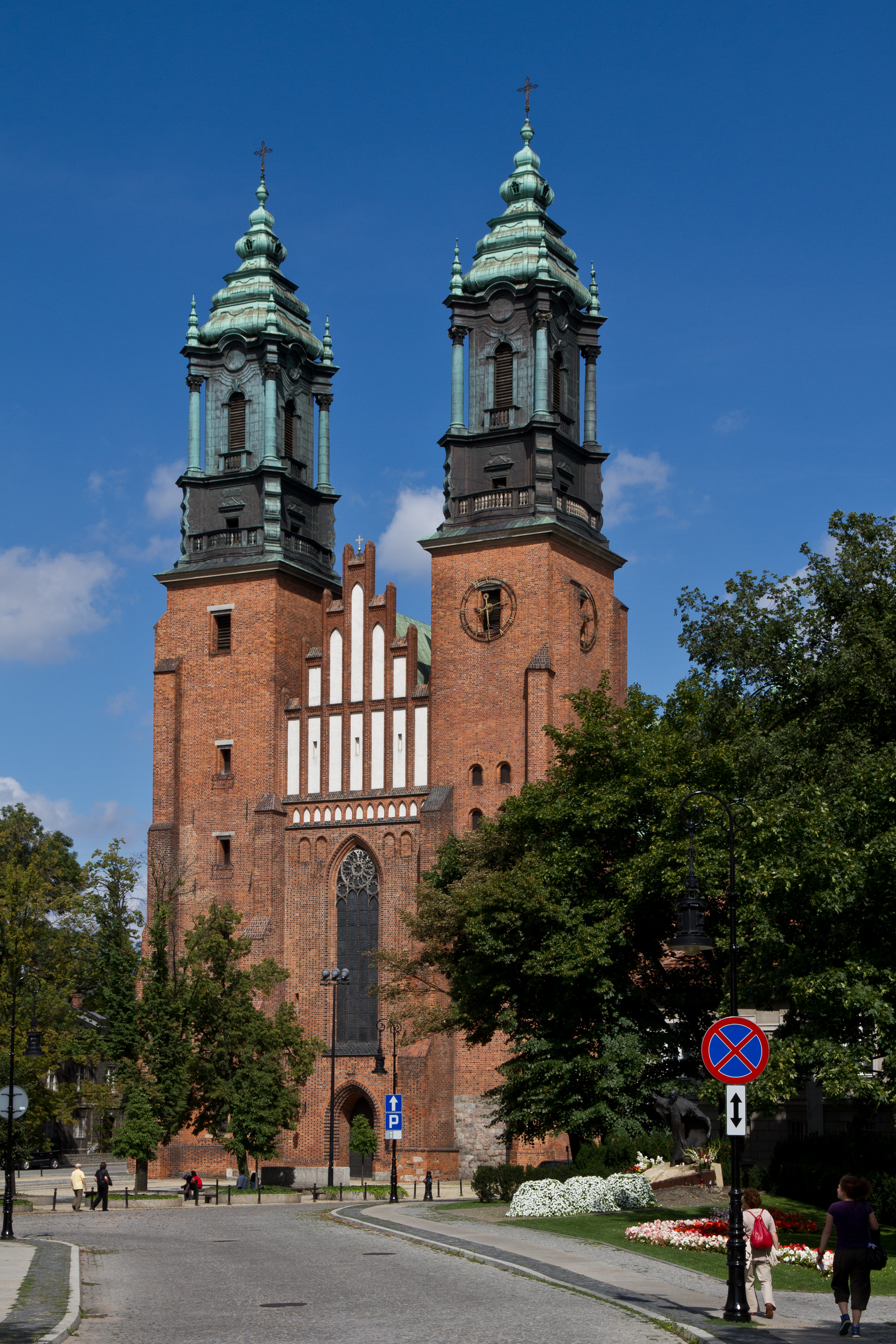
Archcathedral Basílica de St. Peter i St. Paul en Poznań, el lloc d'enterrament de Premislau II

Hi ha nombroses fonts, tant poloneses com estrangeres, que acusen algunes famílies nobles poloneses com a perpetradors del delicte. Entre les fonts poloneses fixen aquest fet hi ha: el Rocznik małopolski al còdex Szamotuły, el Rocznik Sędziwoja i la Kronika książąt polskich. La prioritat hauria de ser donada al més proper cronològicament Rocznik Traski. Extremadament important és també el testimony de Jan Łodzia, Bisbe de Poznań durant la guerra entre Polònia i els Teutons del 1339, perquè provenia d'una persona que va participar en la vida política de la Gran Polònia d'aquells temps.
Les fonts estrangeres que narraren el crim assenyalaven als culpables: els Annales Toruniensis (datat a principis del segle XV), la Kronika zbrasławska (datada del segle XIV) i el Latopis hipacki, escrit a la primera meitat del segle xiv. De les dites cròniques (procedents respectivament de la Petita Polònia, Bohèmia i Kievan Rus'), els principals perpretadors de la mort del Rei foren les famílies nobles de la Gran Polònia. Aquestes famílies han estat identificades com qualsevol de les Zarembas (segons el Rocznik małopolski) o el Nałęczs amb l'ajuda dels Zarembas (segons el Latopis hipacki).
Finalment, un tercer grup de fonts acusa conjuntament al marcgravi de Brandenburg i a les famílies nobles poloneses de l'assassinat; per exemple el Rocznik świętokrzyski nowy. Gairebé la mateixa informació apareix al Katalog biskupów krakowskich, datat del segle xv; tanmateix, hi ha un afegitó que indica que Venceslau II i un grup de prínceps polonesos, dels quals no esmenta el nom, estaven implicats en els fets. Es desconeix si l'autor va esmentar la implicació de Venceslau II com una simple deducció: com a màxim beneficiat pel crim havia d'estar-hi implicat. Finalment, Jan Długosz indica que les famílies Zaremba i Nałęcz, amb l'ajut d'alguns "saxons", foren els perpetradors del magnicidi, un fet també esmentat per Marcin Bielski i Marcin Kromer.
Es reconeix comunament el 8 de febrer del 1296 com la data del crim. De fet, apareix al Rocznik Traski, Rocznik małopolski, Rocznik Świętokrzyski nowyw, Kalendarz włocławski i el Liber mortuorum monasterii Oliviensis. Les dates donades pel Rocznik kapituły poznańskiej (6 de febrer) i el Nekrolog lubińesquí (4 de febrer), així com les notícies de Jan Długosz és consideren erronies.
Pel que fa al lloc de mort els historiadors consideren acurades les versions del Rocznik małopolski ("prope oppidum Rogoszno") o el Rocznik Sędziwoja ("ante Rogoszno"), qui va declarar que Premislau II fou mort prop de Rogoźno.
El cos de 39 anys de Premislau II va ser enterrat a l'Arxicatedral Basílica de St. Pere i St. Pau a Poznań, segons el Rocznik kapituły poznańskiej. El funeral fou presidit pel bisbe Jan. Multituds de nobles, clergues, cavallers i ciutadans comuns van participar en la processó.

### Reconstrucció dels esdeveniments a Rogoźno

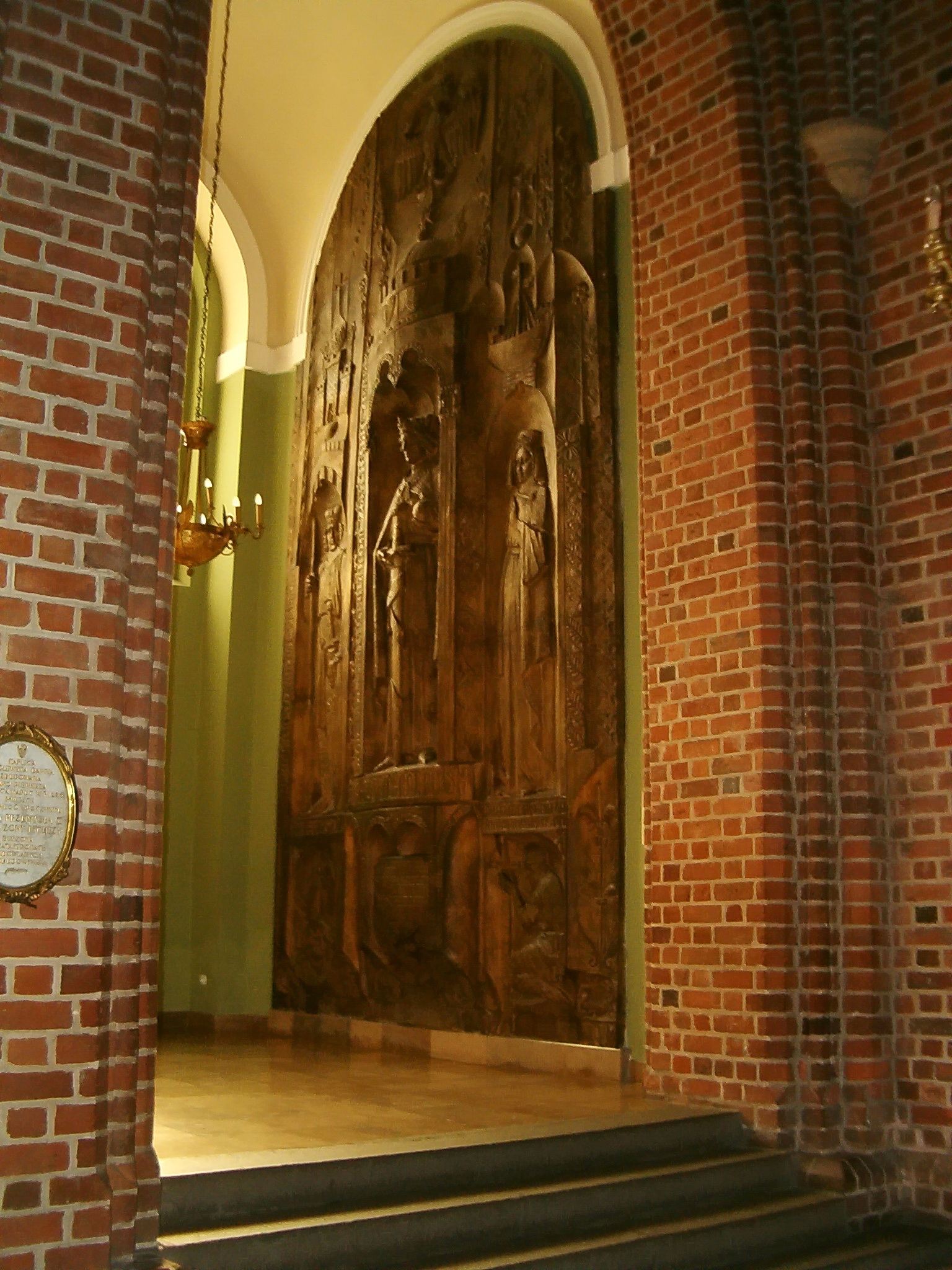
Epitafi de Premislau II en la Capella Reial de Poznań Archcathedral Basílica de St. Peter i St. Paul

La mort de Premislau II arran d'un intent de segrest fallit és un assumpte d'interès entre els historiadors. Les circumstàncies de la mort de l'últim monarca de la dinastia Piast a la Gran Polònia ha estat objecte d'estudi de Karol Górski, Kazimierz Jasińesquí, Zygmunt Boras, Bronisław Nowacki i Edward Rymar. La importància en història polonesa de la mort de Premislau II també és pertinent en les obres de Władysław Karasiewicz i Jan Pakulski, pel paper de les famílies Nałęcz i Zaremba.
El 1295 el Rei passà el Nadal a Gniezno, on va conèixer amb Ladislau I. El tema de la reunió és desconeguda. Probablement es tractà sobre la possibilitat de recuperació de Petita Polònia, així com la derrota de Brandenburg. En qualsevol cas, aquestes converses podrien considerades una amenaça pels marcgravis de Brandenburg, els quals encara mantenien aspiracions sobre Pomerèlia per Premislau II després de la mort de Mestwin II i la seva coronació reial. Però la preocupació principal de la Casa d'Ascània era obvi a tot: la unió del Regne de Polònia, i que tard o d'hora Premislau II reclamaria les terres van agafar pel marcgravis a la Gran Polònia.
Després del 25 de gener del 1296 el Rei abandonà la seva capital, i segurament cap al 3 de febrer estava a Pyzdry. Els darrers dies de Carnaval (entre 4-7 febrer) Premislau II decidí passar aquestes festivitats a la ciutat de Rogoźno.
Deixant Pyzdry el Rei certament no va creure que a només 30 km de distància, a la ciutat de Brandenburg de Brzezina hi havia els dos germans marcgravis Otó amb la Fletxa i Conrad de Brandenburg, i els fills d'aquest: Otó VII, Joan IV i probablement també el jove, Waldemar. Foren informats per traidors del cercle proper de Premislau sobre l'itinerari del rei durant els següents dies.
Mentrestant Premislau II participà en els tradicionals tornejos i serveis religiosos del carnaval. La guàrdia de seguretat del Rei s'afeblí, especialment a partir del 8 de febrer. En aquell dia va començar els quaranta dies de quaresma, i abans de partir la comitiva volia descansar.
El pla dels marcrgravis de Brandenburg de segrestar el Rei està àmpliament detallat a la Roczniki małopolski. Probablement volien obtenir de Premislau II la renúncia de Pomerèlia i amb aquesta, els seus plans d'unificar el regne polonès. El contingent probablement consistí en dotzenes de persones, perquè va fer el segrest en territori hostil requereix una preparació adequada. L'ordre directa de l'exèrcit va ser confiada, segons el Rocznik kołbacki a un tal Jakub, que Edward Rymar identifica com Jakub Guntersberg (Jakub Kaszuba).
Tot i que la participació personal dels marcgravis en el segrest consta en el Rocznik kapituły poznańskie i la crònica de Jan Długosz, aquest fet sembla inversemblant, perquè no arriscarien les seves vides, sense certesa d'èxit. En qualsevol cas, un exèrcit d'uns quants homes de dotzena posat fora al vespre el 7 de febrer (probablement després de sunset), per la ruta més curta a través d'Anotarć al lloc on Premislau II va quedar. Tal com esmentaKarol Górski, la posta del sol del 7 de febrer (o correctament el 30 de gener, si es corregeix d'acord a la reforma del calendari subsegüent) fou a les 16:48, i la sortida fou a les 7:38, donant catorze hores a l'exèrcit per a assolir al seu objectiu.
L'atac ocorregué a la matinada del 8 de febrer, el dimecres de cendra, estant els guardaespatlles del Rei profundament adormits. Malgrat això foren capaços d'organitzar una defensa sota el guiatge personal del Rei, però els atacants eren massa nombrosos. L'objectiu primari de les tropes de Jakub Kaszuba era la captura de Premislau II; aconseguint-ho només després de cobrir el Rei amb nombroses ferides. L'exèrcit de Brandenburg ferí seriosament el seu cavall per a que fugís cap a la frontera amb Silèsia (probablement amb la intenció de confondre l'exèrcit polonès). Aviat els segrestadors es van adonar que no serien capaços de endur-se el rei amb vida, i el presoner només retardaria la seva fugida. Llavors decidiren assassinar el Rei, un acte fet personalment per Kaszuba. Una tradició tardana diu que l'assassinat probablement succeï al poble de Sierniki, a uns 6,5 km a l'est de Rogoźno. El cos del Rei va ser abandonat al camí, on fou trobat pels cavallers implicats en la persecució. El lloc on fou comès el crim i el seu cos va ser trobat (pl: porąbania) era tradicionalment anomenat Porąblic. Els assassins mai foren capturats.
Així és gairebé segura la participació del marcgravi de Brandenburg en l'assassinat. Segons Kazimierz Jasińesquí, aquella acció eficaç no va ser possible sense la participació de persones properes a Premislau II. Els historiadors estan dividits sobre quina de dues famílies nobles, Nałęcz o Zaremba, participaren en aquest esdeveniment. Hi ha més sospites dobre Zarembas basant-se en les escriptures del Rocznik małopolski:; la rebel·lió de 1284, certament causà un deteriorament en les seves relacions amb el Rei. Sobre la família Nałęcz, no hi ha cap acusació al Rocznik świętokrzyskiego nowy o en la crònica de Długosz; de fet, la historiografia moderna escriu sobre la relació amistosa de Premislau II amb les famílies Grzymałun i Łodzia, i també amb el Nałęcz.

## Situació de la Gran Polònia i Pomerània Oriental després de la mort de Premislau
Tot i que la mort de Premislau II, últim membre mascle de la lína Piast a la Gran Polònia, certament sorprengué els seus veïns (incloent-hi Brandenburg, el propòsit dels quals era segrestar el rei, no el seu assassinat), va causar la intervenció ràpida de totes les forces que volien guanyar poder en els seus dominis. Probablement fins i tot el febrer, i el març, la Gran Polònia era enmig d'una confrontació entre Ladislau I (rebent el suport de Boleslau II de Płock) i Enric III de Głogów (amb l'ajuda de Bolko I d'Opole).
La guerra, si realment ocorregué, no durà gaire, perquè el 10 de març de 1296 es signà un armistici a Krzywiń. Sota l'acord Ladislau I acceptà els drets del Duc de Głogów sobre la Gran Polònia, seguint els termes del seu tractat anterior amb Premislau II. A més el Duc de Kujawy va adoptar el fill gran d'Enric III, futur Enric IV, com a hereu seu, assegurant que al moment de la seva majoria d'edat Ladislau I li proporcionaria el Ducat de Poznań. No se sap perquè Ladislau I considerava que Enric III de Głogów tenia més dret sobre la Gran Polònia que ell. Generalment, els historiadors creuen que probablement fou degut a l'amenaça constant de Brandenburg, que dominava la terra de Notać i els castells en Wieleń, Czarnków, Ujście, Santok i Drezdenko. La segona raó per l'acord ràpid entre Ladislau I i Enric III de Głogów fou la intervenció a Gdańsk del seu nebot Leszek d'Inowrocław, qui reclamava aquestes terres de Premislau II. Finalment, gràcies a la intervenció ràpida del Ladislau I a Pomerèlia, Leszek retrocedí als seus dominis paterns a Inowrocław després de rebre en compensació la ciutat de Wyszogród.
Amb la mort de Premislau II va venir la partició dels seus dominis, i només gràcies a la reacció d'instant de Ladislau I, les pèrdues en contra de Brandenburg, Głogów i Kujawy era relativament petit.

## Segells i monedes
Durant el seu regnat Premislau II va haver-hi només cinc segells:

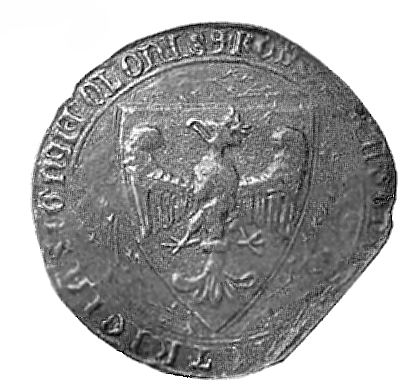
Àguila Piast al revers de segell reial de Premislau II (1295)

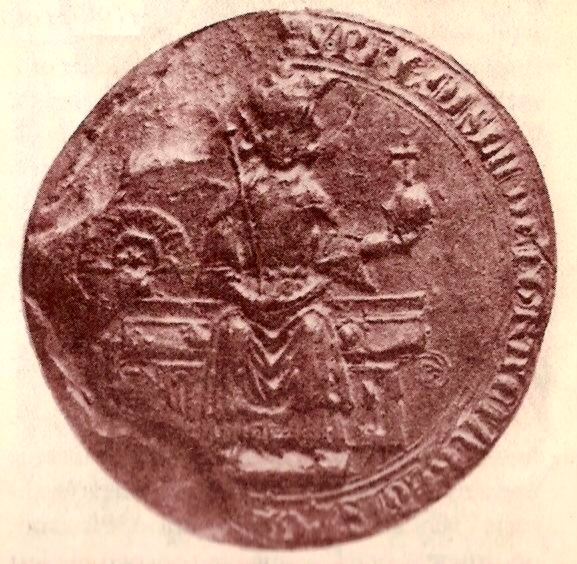
Segell de Premislau Dei Gracia Regis Poloniae Domini Pomeràniae

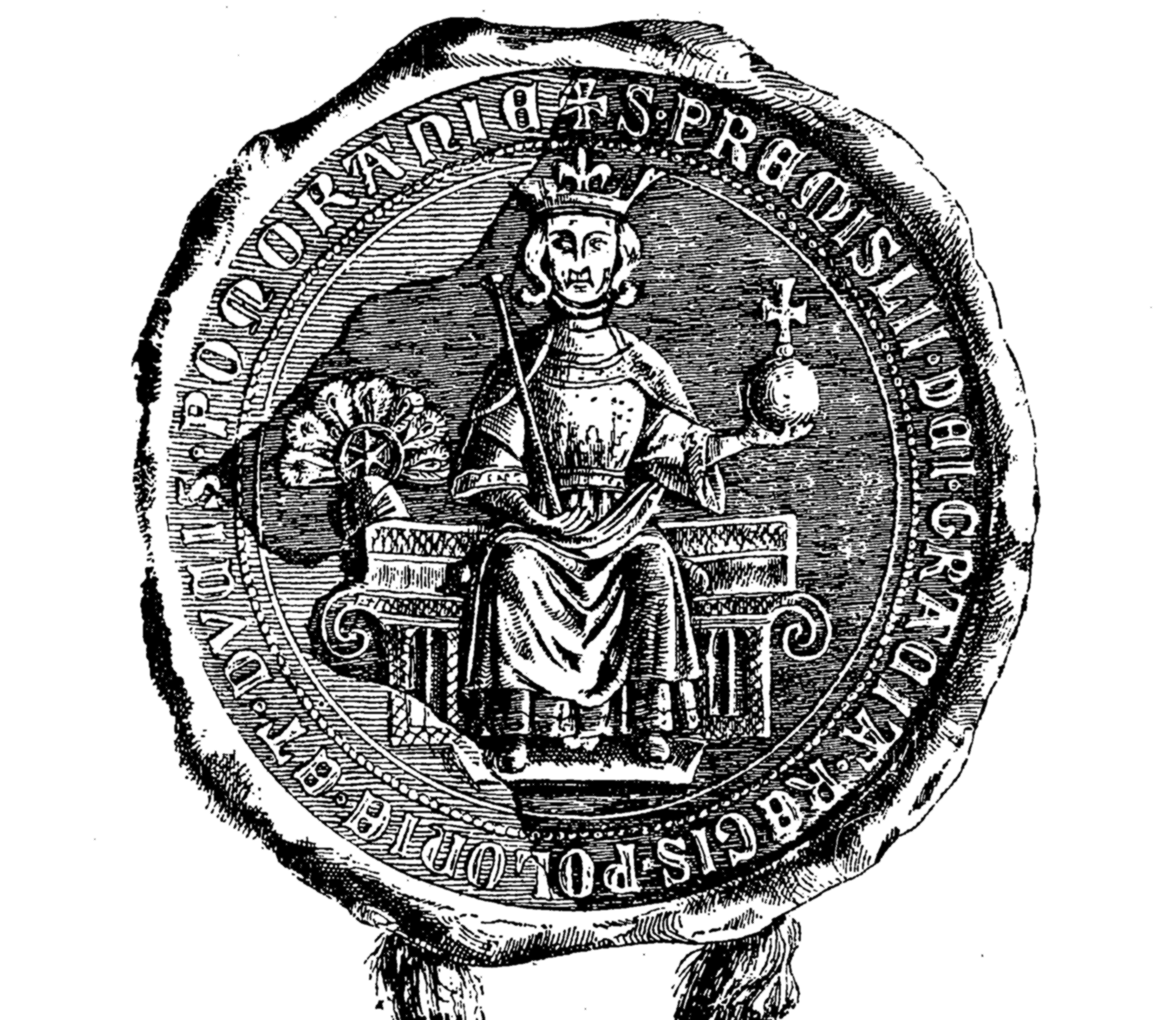
segell reial de Premislau II, 1296

- El primer segell fou heretat del seu pare representant una figura de peu amb un banderó a la seva mà dreta i un escut a l'esquerre. En el dial aguanta un lleó rampant. En ambdós costats de la forma apareixen estar torres, amb trumpeters banyes de bufat. El caràcter de la mà del príncep és mostrada benedicció de Déu. Sobre una inscripció: "Sig. Premislonis Dei Gra(cia) Ducis Polonie". Aquest segell era consegüentment usat de forma fefaent entre els anys 1267-1284.
- El segon segell i l'escut d'armes mostra un lleó rampant, i al voltant hi ha la inscripció: "S. Premizlonis Dei Gra(cia) Ducis Polonie". Premislau II va utilitzar aquesta forma de segell durant 1267-1289.
- El tercer segell, descrivint els mateixos elements del primer (la figura és, tanmateix, més gran i en el dial en comptes d'un lleó apareix una àguila sense corona), llueix la inscripció: "Sig Premislonis Secundi Dei Gra(cia) Ducis Polonie". Només es coneix un sol document signat el 12 de setembre de 1290.
- El quart segell, usat durant els anys 1290-1295, és més gran que els anteriors i mostra el príncep amb una gorra punxeguda al seu cap. A la seva mà esquerra sosté un escut amb una àguila coronada, el gallardet dret amb l'àguila coronada, envoltat amb una cinta amb la inscripció "Et Cra".[271] A la base del segell el governant trepitja un drac. En el brocal apareix la mateixa inscripció que en el tercer segell.

- El cinqué segell fou usat per Premislau II després de la seva coronació, durant 1295-1296. El segell nou és majestàtic i mostra a l'anvers el rei que seu en un tron en una llarga túnica i amb cabell llarg, lluint una corona al seu cap, aguantant a la seva mà esquerra una poma amb una creu en el ceptre dret. A la mà dreta del rei, el tron aguanta un casc amb plomes. Hi ha una inscripció al voltant del segell: "S. Premislii Dei Gracia. Regis. Polonie (et Ducis) Pomoranie".[272] També inclou la inscripció, segons K. Górski (En "Rocznik Gdańesquí", XII, 1938, p. 29): "S(igillum) Premislii Dei Gracia Regis Polonorum et Ducis Pomora(nie)". la inscripció al segell aixeca algun dubte degut al dany a la còpia conservada del segell segons la reconstrucció de Stanisław Krzyżanowski llegeix: "Reddidit Ips(e Deus) Victricia Signa. Polonis".

Els historiadors no es posen d'acord perquè Premislau II va reemplaçar el segell usat pel seu pare i oncle per un lleó i una àguila. Es creu que volia emfatitzar la seva procedència de la dinastia Piast (l'àguila en l'escut d'armes també fou usada per Ladislau III de Polònia i Władysław Odonic), o que amb el símbol volia posar de relleu els seus drets heretats d'Enric el Just.
No es coneixen monedes que pugui atribuir-se amb certesa a Premislau II. Tanmateix, degut a l'existència de seques, confirmades per les fonts, és possible que molts retrats encunyats hagin estat malinterpretats pels experts. Alguns historiadors atribueixen al governant de la Gran Polònia dues menes de monedes: el Bracteate, amb set còpies conservades, mostrant un retrat de perfil amb una corona, sostenint una espasa a les seves mans, i una moneda conservada en una sola còpia, que difereix del primer model per la inscripció "REX" i el capçal coronant (en la segona còpia apareix coronada amb una creu). Ambdues monedes s'assemblen al Denarius del temps de Boleslau II el Generós.

## Política econòmica
Degut a la naturalesa de les fonts existents dels temps de Premislau II (documents i textos narratius que registren principalment -si bé no només- esdeveniments exclusivament polítics) és difícil indicar quins eren els principals plans d'acció del rei en l'àmbit econòmic. L'aliat més important de Premislau II era l'Església catòlica Romana, i per raons òbvies (copistes i traductors, en la immensa majoria, provenien del clergat) la majoria de documents que detallen la seva col·laboració s'han conservat fins avui.
Un dels aliats polítics més importants de Premislau II fou Jakub Świnka, Arquebisbe de Gniezno. Ja el 8 de gener de 1284 intentà obtenir el poble de Polanów. L'1 d'agost va rebre la gràcia del rei a l'arquebisbe Jakub quan va obtenir el dret de batre moneda pròpia a Żnin i a la castlania de Ląd. A més, amb aquest privilegi de batre moneda, l'Arquebisbe era igualat al governant de la Gran Polònia. Dos anys més tard, el 20 de juny de 1286 hi hagué un intent fallit d'aconseguir el mateix privilegi de l'Arquebisbe per part del duc Boleslau II de Masòvia a Łowicz; això esdevenia en la base per la independència econòmica de Jakub i el poder econòmic de la Gran Polònia. El Bisbe de Poznań també rebé similars concessions de Premislau II per exemple, el 1288 a la ciutat de Śródka, el 1289, una exempció d'impostos mercantils a la ciutat episcopal de Buk, i finalment, el 1290, es va aprovar la concessió de la llei alemanya a Słupca. Per raons polítiques, no hi ha cap suport equiparable a altres bisbes -amb una excepció- el 1287, Premislau II dispensà a Conrad Bisbe de Lubusz de la llei polonesa actual i va autoritzar la implementació de la llei alemanya a la seva diòcesi.
El governant de la Gran Polònia també donà suport als ordes monàstics. Les fonts que han perviscut mostren que el més afavorit era el dels cistercencs i especialment els seus monestirs a Ląd (que rebé concessions els anys 1280, 1289, 1291 i 1293), Łekno (1280, 1283, 1288), i Anarścikowo (1276, 1277, 1290). Entre els que gaudiren d'una mica menys de suport hi havia els benedictins (especialment el monestir de Lubin, que reberen privilegis els anys 1277, 1294 i 1296), i als predicadors (al seu convent de Poznań rebé el 1277 el dret de pescar al Varta, i el monestir de Wronki concessions monetàries). Premislau II també privilegià als ordes militars: els templers, els hospitalers, i els Cànons del Sagrat Sepulcre.
Premislau II també afavorí la classe mitjana, i afortunadament fins avui molts documents pel que fa a aquest tenir sobreviscut. El 1280, la capital de Poznań comprat al govern terres i utils, i rebé ingrésos de parades. Tres anys més tard, els comerciants van quedar exempts de pagar alguns impostos a la Gran Polònia. La segona ciutat principal de la Gran Polònia, Kalisz, va rebre el 1282 la confirmació d'alguns drets anteriorment concedits per Boleslau el Pietós. El 1283, el Duc va estendre els privilegis de la ciutat a totes les ciutats de la Gran Polònia que segueix el model de Kalisz (Privilegi de Kalisz). El 1287 una altra ciutat va concedir privilegis a la comunitat jueva per establir un cementiri local al poble de Czaszki). El 1289 una ciutat obtingué consentiment per a la construcció de cinc farmàcies i l'autorització d'una sisena). El 1291 venedors de tela van rebre del Duc els ingressos de deures de duana, i la ciutat va rebre 12 peces de terra pel propòsit de pasturar). El 1292 es concedí una exempció dels deures de duana gravats a Ołobok.) El 1294 es concediren privilegis nobles, basats en l'anterior llei alemanya, a la ciutat de Kalisz).
A més dels privilegis van concedir a Poznań i Kalisz, altres privilegis individuals donats a Pyzdry el 1283 (exempció de pagar deures de duana als mercaders de la Gran Polònia), a Rogoźcap el 1280 (implementació de la llei alemanya) i Elbląg el 1294 (confirmació dels privilegis donats per Mestwin II).

## Cròniques
- Chronica Oliviensis auctore Stanislao abbate Olivensi, ed. W. Kętrzyński, [a:] MPH, vol. VI, Cracòvia, 1893, pp. 310–350.
- Cronica Przbkonis de Tradenina dicti Pulcaua, [a:] Fontes rerum Bohemicarum, vol. V, ed. J. Emler, Prague 1893.
- Jan Długosz, Roczniki, czyli kroniki sławnego Królestwa Polskiego, fr. VII, Varsòvia, 1974.
- Kodeks dyplomatyczny Małopolski, ed. F. Piekosiński, vol. III, Cracòvia, 1887.
- Kodeks dyplomatyczny Wielkopolski, ed. I. Zakrzewski, vol. I-V, Poznań 1877–1908.
- Kronika książąt polskich, ed. Z. Węglewski, [a:] MPH, vol. III, Lviv, 1878, pp. 423–578.
- Kronika wielkopolska, ed. B. Kürbis, transl. K. Abgarowicz, introduction and commentaries B. Kürbis, Varsòvia, 1965.
- Petra Zitovskeho kronika zbraslavska [a:] Fontes rerum Bohemicarum, vol. IV, ed. J. Emler, Prague 1884.
- Rocznik Traski, [a:] MPH, vol. II, Lviv, 1872, pp. 826–861.